# Comic

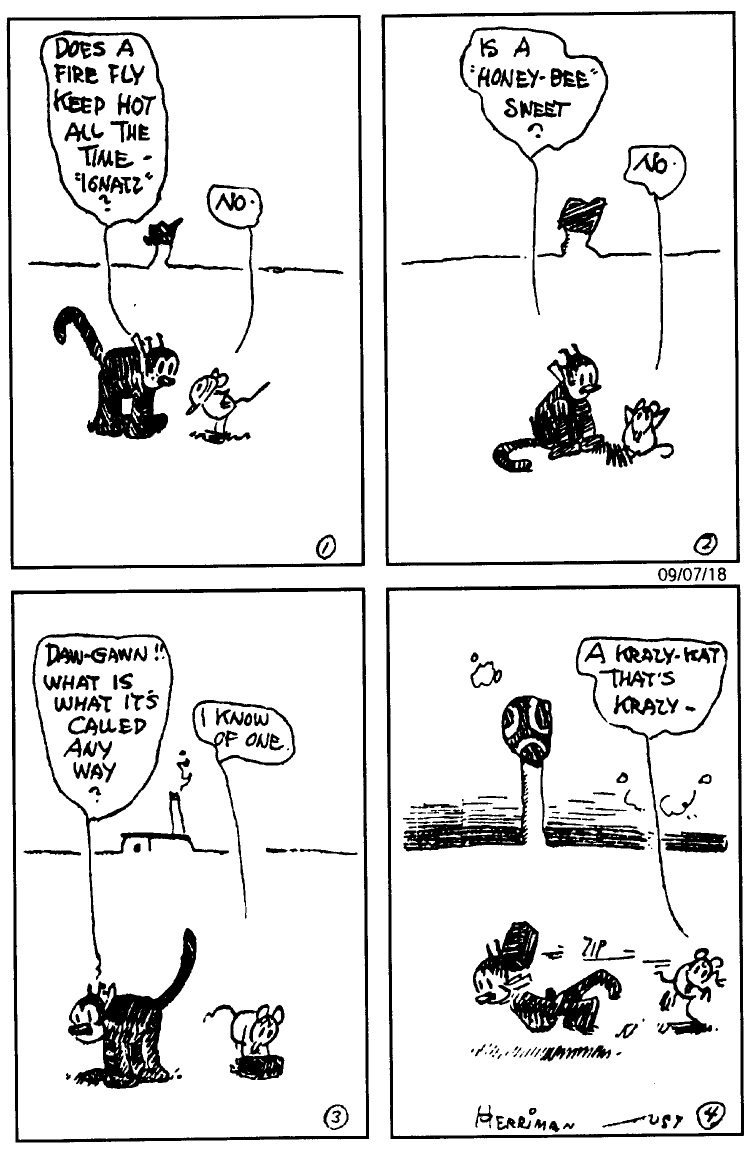
Folge von Krazy Kat, einem bedeutenden frühen Comicstrip, 1918

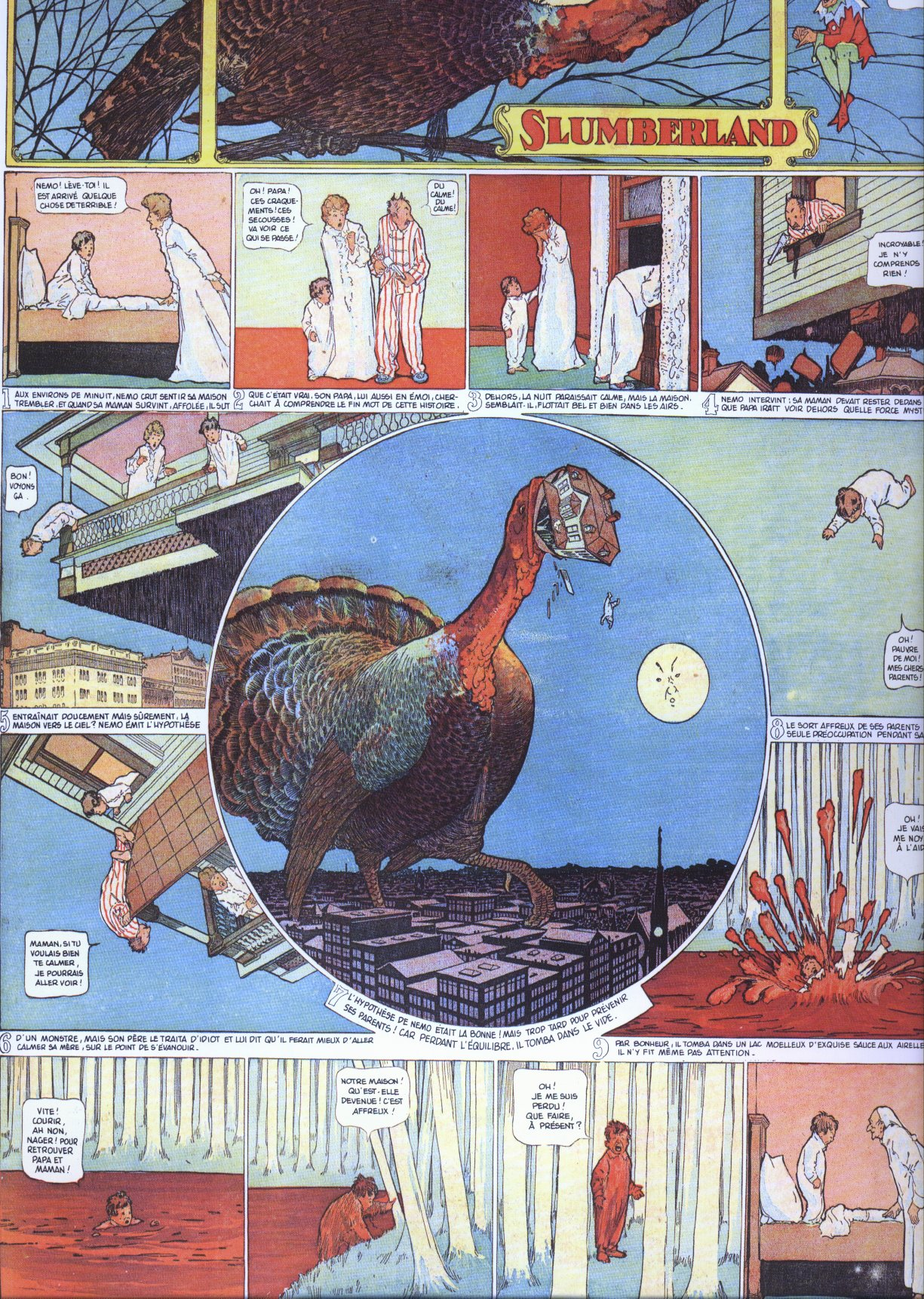
Ausschnitt aus dem Comic Little Nemo

Comic [ˈkɒmɪk] bezeichnet die Darstellung eines Vorgangs oder einer Geschichte in einer Folge von Bildern. In der Regel sind die Bilder gezeichnet und werden mit Text kombiniert. Das Medium Comic vereint Aspekte von Literatur und bildender Kunst, wobei der (oder das) Comic eine eigenständige Kunstform und ein entsprechendes Forschungsfeld bildet. Gemeinsamkeiten gibt es auch mit dem Film. Als genre-neutraler, die ganze Kunstgeschichte übergreifender Begriff wird auch „sequenzielle Kunst“ oder im deutschsprachigen Raum „Bildgeschichte“ verwendet, während regionale Ausprägungen des Comics teils mit eigenen Begriffen wie Manga oder Manhwa bezeichnet werden.
Comic-typische Merkmale und Techniken, die aber nicht zwangsläufig verwendet sein müssen, sind Sprechblasen und Denkblasen, Panels und Onomatopoesien. Diese finden auch in anderen Medien Verwendung, insbesondere dann, wenn Text und die Abfolge von Bildern kombiniert sind wie in Bilderbuch und illustrierter Geschichte, in Karikaturen oder Cartoons. Die Abgrenzung zu diesen eng verwandten Künsten ist unscharf.

## Definition
In den 1990er Jahren etablierte sich eine Definition von Comic als eigenständiger Kommunikationsform unabhängig von Inhalt, Zielgruppe und Umsetzung. 1993 definierte Scott McCloud Comics als „zu räumlichen Sequenzen angeordnete, bildliche oder andere Zeichen, die Informationen vermitteln und/oder eine ästhetische Wirkung beim Betrachter erzeugen“. Er nimmt damit Will Eisners Definition auf, der Comics als sequenzielle Kunst bezeichnet. Im deutschsprachigen Raum wird das von McCloud definierte Medium auch allgemein als „Bildgeschichte“ bezeichnet und der Comic als dessen moderne Form seit dem 19. Jahrhundert. So spricht Dietrich Grünewald von einem übergeordneten „Prinzip Bildgeschichte“, als dessen moderne Form der Comic mit seinen um 1900 entwickelten Gestaltungsmitteln gilt. Andreas Platthaus nennt den Comic die „avancierteste Form“ der Bildgeschichte. Wie auch bei McCloud wird der Comic bzw. die Bildgeschichte als eigenständiges Medium definiert, das durch Bildfolgen erzählt. Eckart Sackmann definiert den Comic in direktem Bezug auf McCloud als „Erzählung in mindestens zwei stehenden Bildern“. Jedoch ist bei einigen Definitionen offen, ob auch einzelne, narrativ angelegte Bilder, die ein Geschehen darstellen, ohne das Davor und Danach zu zeigen, zum Comic zählen. Auch eine Darstellung, die formal nur aus einem Bild besteht, kann mehrere Sequenzen enthalten – so bei mehreren Sprechblasen oder mehr als einer Handlung in einem Bild, die nicht zeitgleich stattfinden können.
Frühere Definitionen des Comics bezogen sich unter anderem auf formale Aspekte wie Fortsetzung als kurze Bilderstreifen oder Erscheinen in Heftform, eine gerahmte Bildreihung und der Gebrauch von Sprechblasen. Daneben wurden inhaltliche Kriterien herangezogen, so ein gleichbleibendes und nicht alterndes Personeninventar oder die Ausrichtung auf eine junge Zielgruppe, oder die Gestaltung in Stil und Technik. Diese Definitionen wie auch das Verständnis von Comics als ausschließliches Massenmedium oder Massenzeichenware wurden spätestens in den 1990er Jahren zugunsten der heutigen Definition verworfen.
Illustrationen, Karikaturen oder Cartoons können auch Comics oder Teil eines solchen sein. Die Abgrenzung, insbesondere bei Einzelbildern, bleibt unscharf. Beim Bilderbuch und illustrierten Geschichten dagegen haben, anders als beim Comic, die Bilder nur eine unterstützende Rolle in der Vermittlung des Handlungsgeschehens. Der Übergang ist jedoch auch hier fließend.

## Etymologie und Begriffsgeschichte
Der Begriff Comic ist aus dem amerikanischen Englischen entlehnt, wo er als Kurzform von comic strip schon länger üblich war. Allgemein bedeutet das englische Adjektiv comic „komisch“, „lustig“, „drollig“. Im 18. Jahrhundert wurde es im Ausdruck comic print für Witzzeichnungen benutzt und trat damit erstmals im Bereich des heutigen deutschen Substantivs auf. Im 19. Jahrhundert wurde das Adjektiv als Namensbestandteil für Zeitschriften gebräuchlich, die Bildwitze, Bildergeschichte und Texte beinhalteten. Mit dem 20. Jahrhundert kam der Begriff comic strip für die in Zeitungen erscheinenden, kurzen, komischen oder humorvollen Bildgeschichten auf, die in Streifen (engl. strip) von angeordneten Bildern erzählen. In den folgenden Jahrzehnten dehnte sich die Bedeutung des Wortes auch auf die neu entstandenen nicht komischen Formen des Comics aus und löste sich vollständig von der Bedeutung des Adjektivs comic, sodass es seitdem auch für nicht komische Comics verwendet wird. Nach dem Zweiten Weltkrieg kam der Begriff auch nach Europa und trat in Deutschland zunächst in Konkurrenz zu Bildgeschichte, welche qualitativ höherwertige deutsche Comic-Werke von lizenzierten ausländischen Comics abgrenzen sollte. Schließlich setzten sich Comic und Comicstrip auch im deutschen Sprachraum durch.
Comicstrips prägten durch ihre Form auch den französischen Begriff bande dessinée und den chinesischen lien-huan hua („Ketten-Bilder“). Das häufig verwendete Mittel der Sprechblase führte im Italienischen zur Bezeichnung fumetti („Rauchwölkchen“) für Comics. In Japan wird manga (漫画, „spontanes Bild“) verwendet, das ursprünglich skizzenhafte Holzschnitte bezeichnete.

## Geschichte
Die Ursprünge des Comics liegen in der Antike. So finden sich im Grab des Menna (14. Jahrhundert v. Chr.) Malereien, die in einer Bildfolge Ernte und Verarbeitung von Getreide darstellen. Speziell diese Bildfolge liest sich im Zickzack von unten nach oben. In der Szene vom Wägen des Herzens im Papyrus des Hunefer (ca. 1300 v. Chr.) werden die Bildfolgen mit Dialogtext ergänzt. Ägyptische Hieroglyphen selbst stellen jedoch keine Vorform des Comics dar, da diese, trotz ihrer Bildlichkeit für Laute, nicht für Gegenstände stehen. Andere Beispiele früher Formen von Bildergeschichten stellen die Trajanssäule und japanische Tuschemalereien dar.
Im präkolumbischen  Amerika wurden ebenso früh Erzählungen in sequenziellen Bildfolgen wiedergegeben. Ein Beispiel dieser Kunst wurde 1519 von Hernán Cortés entdeckt und erzählt vom Leben eines Herrschers des Jahres 1049. Dabei werden die Bilder um erklärende Schriftzeichen ergänzt. In Europa entstand im Hochmittelalter in Frankreich der Teppich von Bayeux, der die Eroberung Englands durch die Normannen im Jahr 1066 schildert. Auch hier werden Text und Bild kombiniert. Viele Darstellungen in Kirchen dieser Zeit, wie Altarbilder oder Fenster, haben einen comicartigen Charakter. Sie vermittelten damals besonders analphabetischen Gesellschaftsschichten Erzählungen. Auch die Wiener Genesis, ein byzantinisches Manuskript aus dem 6. Jahrhundert, gehört zu derartigen Werken. In vielen Fällen wird dabei schon das Mittel der Sprechblase in Form von Spruchbändern vorweggenommen. Im 13. Jahrhundert fand die bebilderte Armenbibel zunehmende Verbreitung, mit der die Kirche die lese- und lateinunkundigen Gläubigen erreichen wollte. Ab dem 15. Jahrhundert sind weiter Vorgänger der heutigen Comic Strips greifbar. In Japan zeichneten seit dem 12. Jahrhundert Mönche Bildfolgen auf Papierrollen, häufig mit shintoistischen Motiven. Bis ins 19. Jahrhundert fanden Hefte mit komischen oder volkstümlichen Erzählungen Verbreitung. Zugleich wurde in Japan der Begriff Manga geprägt, der heute für Comics steht. Aus dieser Zeit am bekanntesten ist das Werk des Holzschnittkünstlers Katsushika Hokusai.

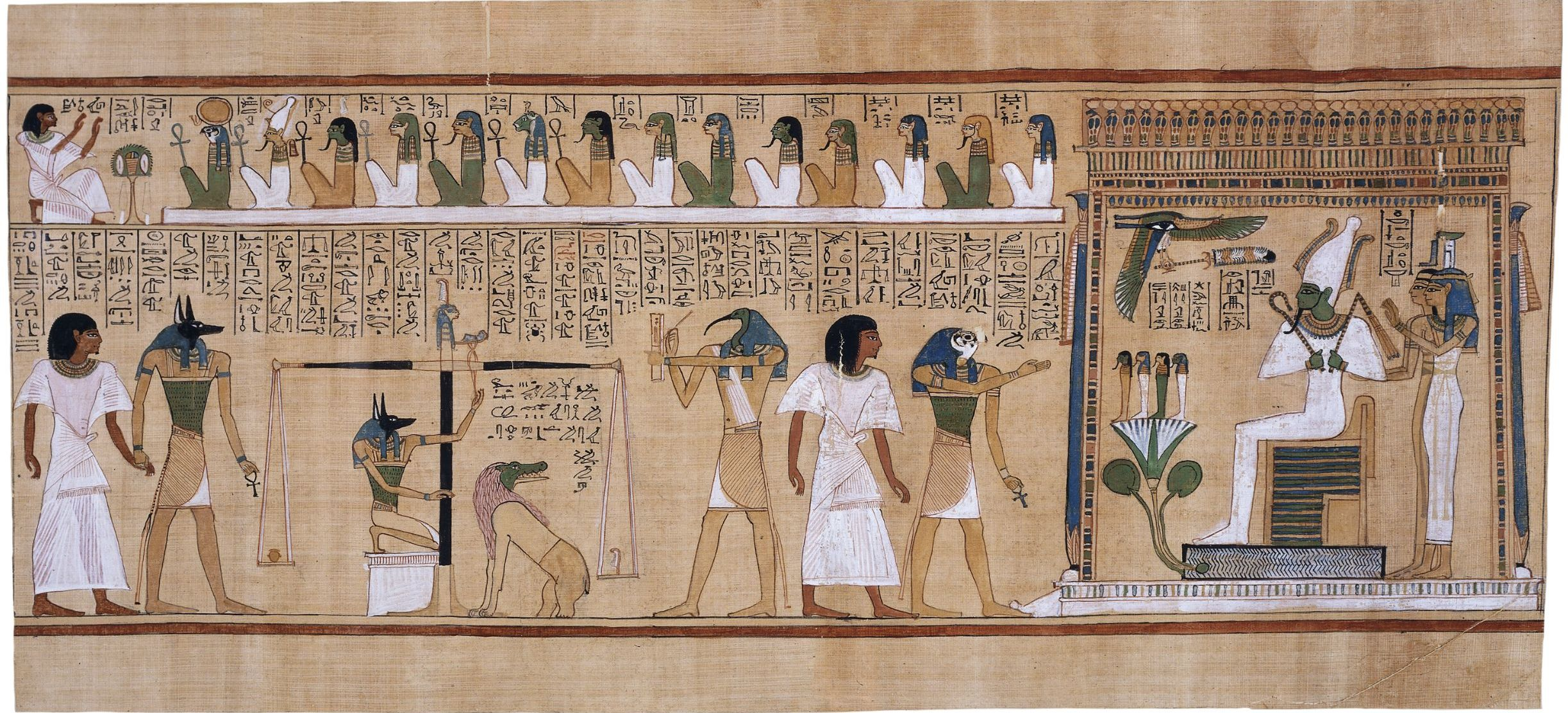
Auszug aus dem Papyrus des Hunefer
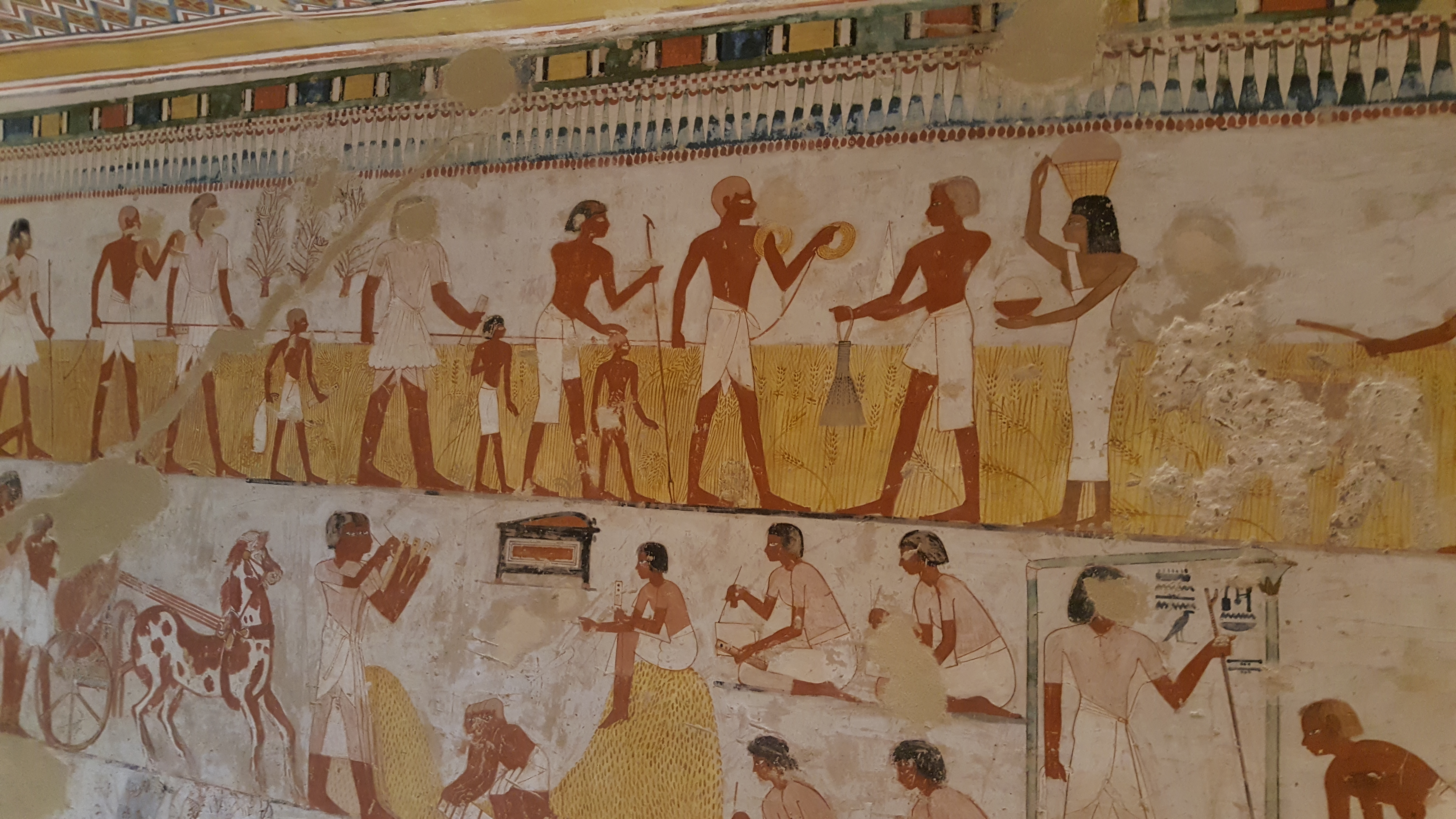
Bildfolge aus dem Grab in Menna
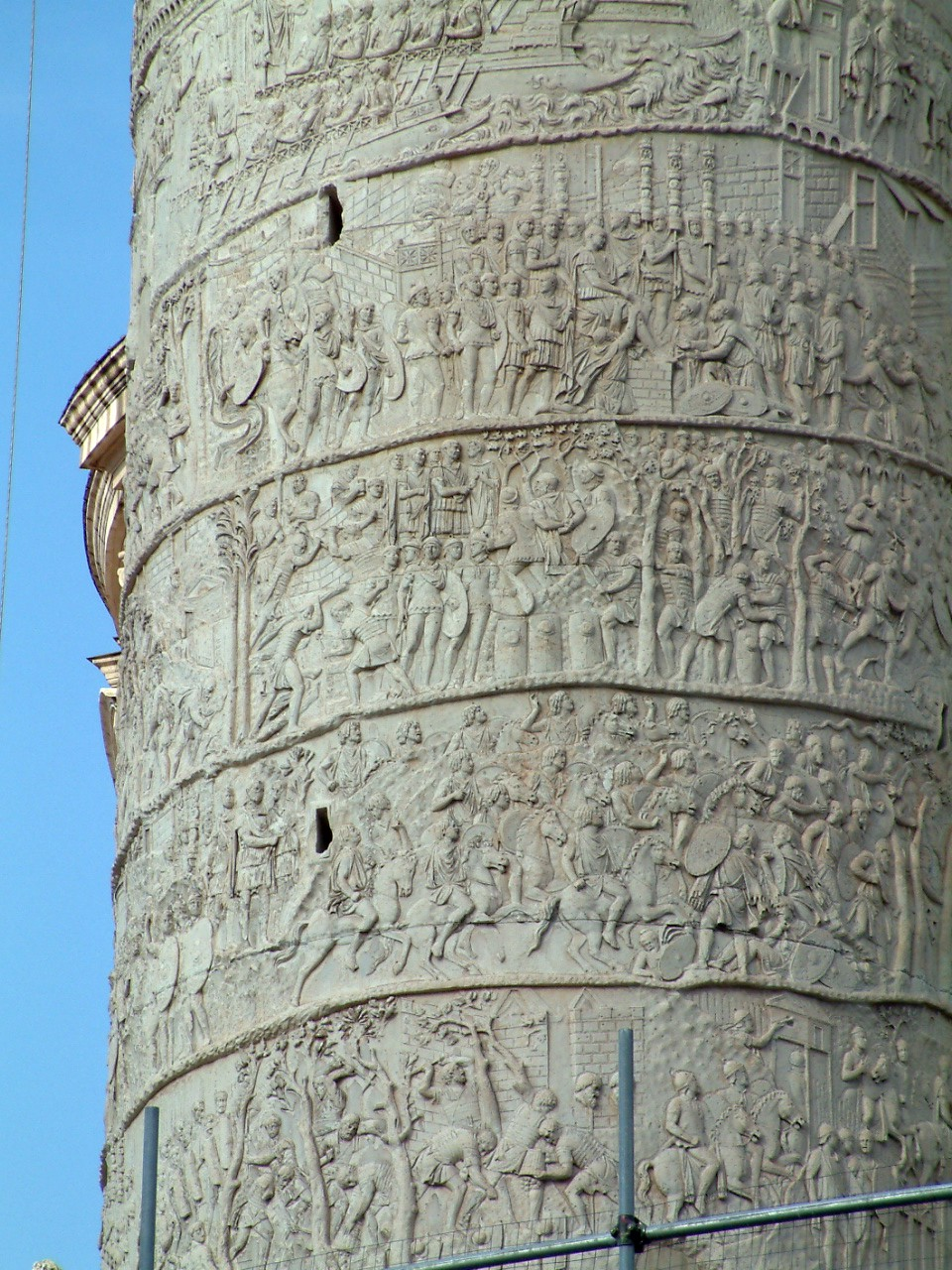
Sequenzielle Darstellung auf der Trajanssäule in Rom
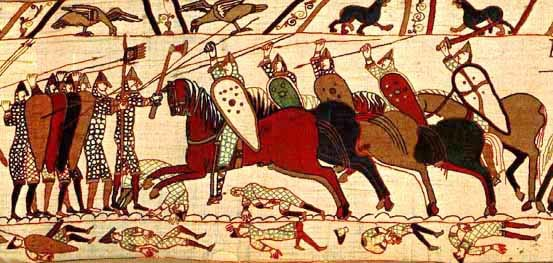
Auch der Teppich von Bayeux besteht aus Bildsequenzen.
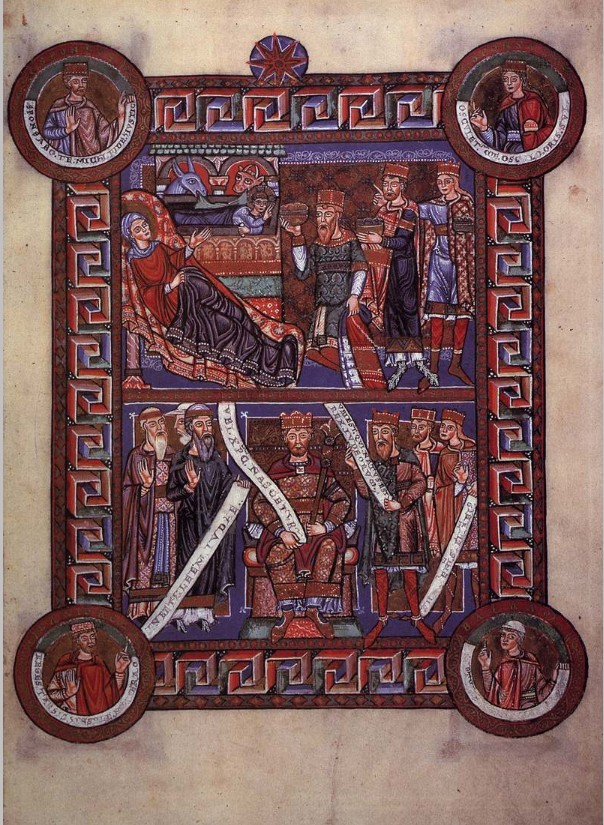
Spruchbänder im Evangeliar Heinrichs des Löwen

Nach der Erfindung des Buchdrucks in Europa fanden Drucke von Märtyrergeschichten in der Bevölkerung weite Verbreitung. Später wurden die Zeichnungen feiner und der Text wurde, wie bei den verbreiteten Drucken, wieder weggelassen. So bei William Hogarth, der unter anderem A Harlot’s Progress schuf. Diese Geschichten bestanden aus wenigen Bildern, die in Galerien in einer Reihe aufgehängt waren und später gemeinsam als Kupferstich verkauft wurden. Die Bilder waren detailreich und die Inhalte der Geschichten sozialkritisch. Auch Friedrich Schiller schuf mit Avanturen des neuen Telemachs eine Bildgeschichte, die auch wieder Text gebrauchte und diesen wie im Mittelalter in Schriftrollen integrierte.

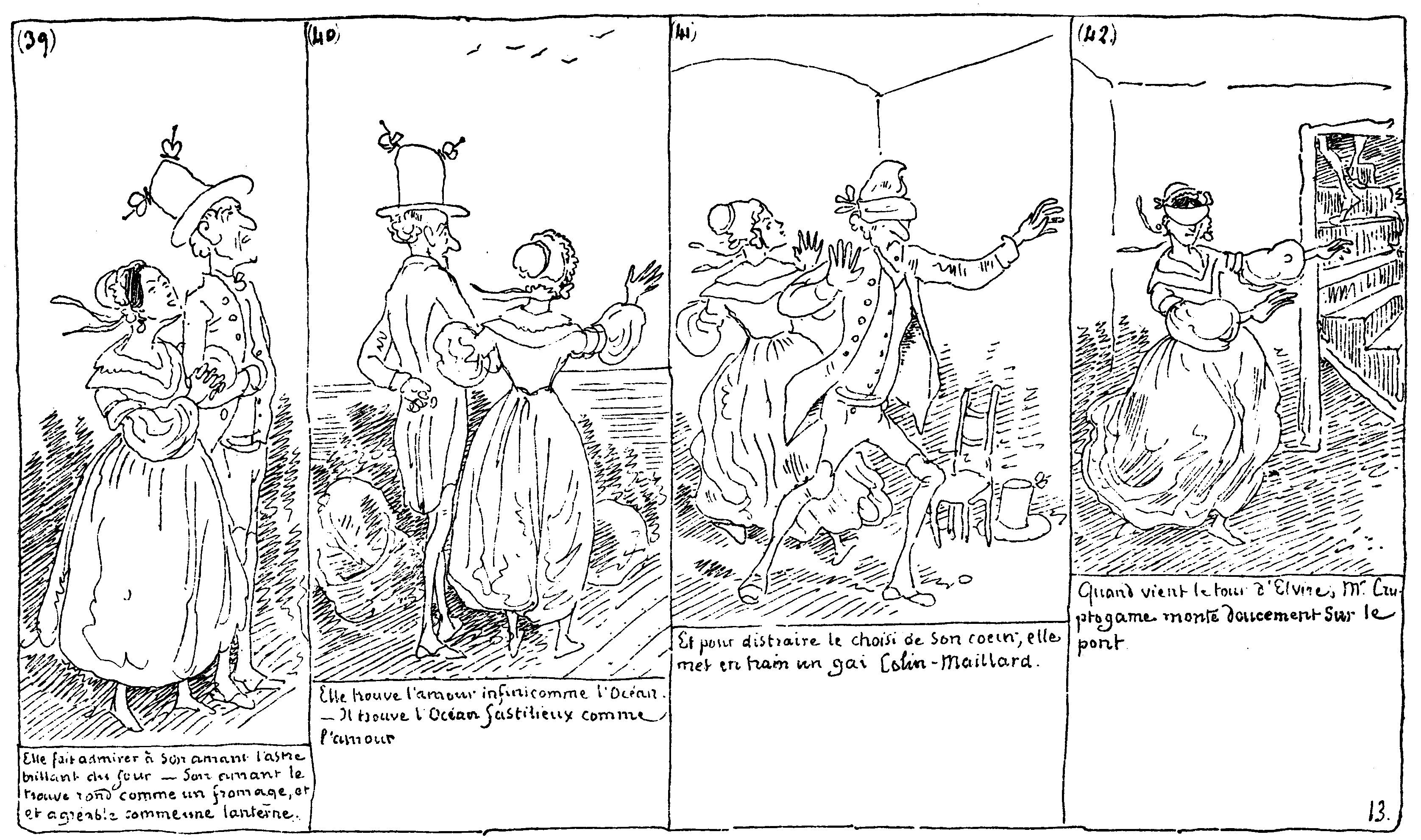
Seite 13 der Geschichte Histoire de Monsieur Cryptogame von Rodolphe Töpffer

Besonders in britischen Witz- und Karikaturblättern wie dem Punch fanden sich ab Ende des 18. Jahrhunderts viele Formen des Comics, meist kurz und auf Humor ausgerichtet. Aus dieser Zeit stammt auch der Begriff Comic. Als Vater des modernen Comics bezeichnet McCloud Rodolphe Töpffer. Er verwendete Mitte des 19. Jahrhunderts erstmals Panelrahmen und stilisierte, cartoonhafte Zeichnungen und kombinierte Text und Bild. Die Geschichten hatten einen heiteren, satirischen Charakter und wurden auch von Johann Wolfgang Goethe bemerkt mit den Worten Wenn er künftig einen weniger frivolen Gegenstand wählte und sich noch ein bisschen mehr zusammennähme, so würde er Dinge machen, die über alle Begriffe wären. Auch die im 19. Jahrhundert populären Bilderbögen enthielten oft Comics, darunter die Bildgeschichten Wilhelm Buschs.
In den USA wurden im späten 19. Jahrhundert kurze Comicstrips in Zeitungen veröffentlicht, die meist eine halbe Seite einnahmen und bereits Comics genannt wurden. Yellow Kid von Richard Felton Outcault aus dem Jahr 1896 wird teilweise als erster moderner Comic betrachtet, weist jedoch noch kein erzählendes Moment auf. Ein solches brachte Rudolph Dirks mit seiner von Wilhelm Busch inspirierten Serie The Katzenjammer Kids 1897 ein. Ein weiterer bedeutender Comic jener Zeit war Ally Sloper’s Half Holiday von Charles H. Ross Andreas Platthaus sieht in George Herrimans ab 1913 erscheinenden Comicstrip Krazy Kat eine größere Revolution als in den vorhergehenden Werken, denn Herriman erschafft das Comic-eigene Genre Funny Animal und entwickelt neue Stilmittel. Auch in Europa gab es zu Beginn des 20. Jahrhunderts Karikaturenzeitschriften, jedoch kaum sequenzielle Comics. Auch in Japan etablierten sich Karikaturmagazine und das Stilmittel der Sprechblasen wurde aus Amerika übernommen. Kitazawa Rakuten und Okamoto Ippei gelten als die ersten professionellen japanischen Zeichner, die in Japan Comicstrips anstatt der bis dahin bereits verbreiteten Karikaturen schufen.
In Europa entwickelte sich in Frankreich und Belgien eine andere Form von Comics, das Comicheft, in dem längere Geschichten in Fortsetzung abgedruckt wurden. Ein bedeutender Vertreter war Hergé, der 1929 Tim und Struppi schuf und den Stil der Ligne claire begründete. Auch in Amerika wurden bald längere Geschichten in Beilagen der Sonntagszeitungen veröffentlicht. Hal Fosters Tarzan machte diese Veröffentlichungsart populär. 1937 folgte Prinz Eisenherz, bei dem erstmals seit langem wieder auf die Integration von Texten und Sprechblasen verzichtet wurde. Ähnlich entwickelten sich unter anderem die Figuren Walt Disneys von Gagstrips zu längeren Abenteuergeschichten. Dies geschah bei Micky Maus in den 1930er Jahren durch Floyd Gottfredson, bei Donald Duck in den 1940er Jahren durch Carl Barks. Nach der Erfindung von Superman durch Jerry Siegel und Joe Shuster 1938 brach in den USA ein Superheldenboom aus. Dieser konzentrierte sich auf die Zielgruppe von Kindern und Jugendlichen und verhalf dem Comicheft zum Durchbruch.
Durch den Zweiten Weltkrieg kam es besonders in Amerika und Japan zu einer Ideologisierung der Comics (siehe Krieg im Comic). Mit dem Aufschwung der Superheldencomics in den USA wurde die Arbeit des Autors und des Zeichners zunehmend getrennt. Das geschah vor allem, um die Arbeit an den Heften rationell zu gestalten. In Amerika gehörten der Zeichner Jack Kirby und der Autor Stan Lee zu den Künstlern, die das Golden Age der Superhelden in den vierziger Jahren und das Silver Age in den 1960er Jahren prägten. In den 1950ern kam es wegen des Comics Codes zur Schließung vieler kleiner Verlage und Dominanz der Superheldencomics in den USA. Auch in Europa wurde die Arbeitsteilung häufiger.
In der DDR galt der Begriff Comic als zu westlich. So entstand in der DDR die Idee, in der Tradition von Wilhelm Busch und Heinrich Zille etwas Eigenes zu schaffen, das man dem „Schund“ aus dem Westen entgegensetzen könnte. 1955 erschienen mit Atze und Mosaik die ersten Comic-Hefte in der DDR. Mosaik wurde das Aushängeschild des DDR-Comics.
Während der 1980er Jahre kam es kurzzeitig zu einer Rückkehr der Generalisten, die die Geschichten schrieben und zeichneten. In den 1990er Jahren kehrte man in den USA und Frankreich wieder zu der Aufteilung zurück. Diese Entwicklung führte dazu, dass die Autoren mehr Aufmerksamkeit genießen und die Zeichner, besonders in Amerika, von diesen Autoren ausgewählt werden. Zugleich entwickelte sich in Amerika seit den sechziger Jahren der Undergroundcomic um Künstler wie Robert Crumb und Gilbert Shelton, der sich dem Medium als politischem Forum widmete. Einer der bedeutendsten Vertreter ist Art Spiegelman, der in den 1980er Jahren Maus – Die Geschichte eines Überlebenden schuf.
Nach dem Zweiten Weltkrieg entwickelten sich Comics auch außerhalb Europas und der Vereinigten Staaten weiter. In Japan hatte der Künstler Osamu Tezuka, der unter anderem Astro Boy schuf, großen Einfluss auf die Weiterentwicklung des Mangas in der Nachkriegszeit. Der Comic fand in Japan weite Verbreitung in allen Gesellschaftsschichten und erreichte ab den 1960er und 1970er Jahren auch viele weibliche Leser. Auch gab es vermehrt weibliche Zeichner, darunter die Gruppe der 24er. Ab den 1980er Jahren, besonders in den Neunzigern, wurden Mangas auch außerhalb Japans populär, darunter bekannte Reihen wie Sailor Moon und Dragonball.
Ab den 1990er Jahren gewannen Graphic Novels an Bedeutung, so autobiografische Werke wie Marjane Satrapis Persepolis, Joe Saccos Reportagen Palästina oder die Reiseberichte Guy Delisles. Seit in den 1980ern und 1990ern die ersten Webcomics erschienen, wird auch das Internet von zahlreichen Comicproduzenten zur Veröffentlichung und Bewerbung ihrer Werke genutzt und dient Comiclesern und Comicschaffenden zum Gedankenaustausch.

## Formen des Comics

### Comicstrip

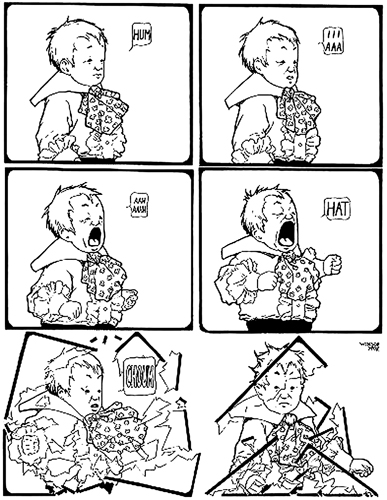
Eine Seite von Little Sammy Sneeze (1904–1906), einer Serie von Winsor McCay, einem der ersten Comiczeichner, der bewusst mit den Begrenzungen seines Mediums spielte; hier: Durchbrechen der vierten Wand durch Einbeziehung der Panelrahmung in die Handlung

Der Comicstrip (vom englischen comic strip, strip = Streifen) umfasst als Begriff sowohl die daily strips („Tagesstrips“) als auch die Sunday pages („Sonntags-Strips“ oder Sonntagsseiten). Der Ursprung von Comicstrips liegt in den amerikanischen Sonntagszeitungen, wo sie zunächst eine ganze Seite füllten. Als erster Comicstrip gilt Hogan’s Alley, später bekannt als The Yellow Kid, von Richard Felton Outcault, der 1894 entstand. Ab der Jahrhundertwende fanden Comicstrips auch in Zeitungen anderer englischsprachiger Länder Verbreitung, in Kontinentaleuropa erst in den 1920er Jahren. Eine Verbreitung wie in den USA fanden sie hier nie.
1903 erschien der erste werktägliche daily strip auf den Sportseiten der Chicago American, ab 1912 wurde zum ersten Mal eine fortlaufende Serie abgedruckt. Der Tagesstrip, der von Anfang an nur auf schwarz-weiß beschränkt war, sollte auch von seinem Platz her sparsam sein. Da er nur eine Leiste umfassen sollte, wurde die Länge auf drei oder vier Bilder beschränkt, die in der Regel mit einer Pointe endeten. Bis heute hat sich erhalten, dass der Comicstrip eine feststehende Länge besitzt, die über eine Längsseite gehen sollte. Häufig werden bestimmte Motive variiert und ihnen dadurch neue Perspektiven abgewonnen. Nur in absoluten Ausnahmefällen ergeben sich längerfristige Veränderungen, meist handelt es sich um die Einführung neuer Nebenfiguren. In der Serie Gasoline Alley altern die Figuren sogar. Erscheinen die Geschichten täglich, werden sie häufig eingesetzt, um im Laufe einer Woche eine Art Handlungsbogen zu bestimmen, der in der nächsten Woche von einem neuen abgelöst wird.
Deshalb setzte sich vermehrt die Praxis durch, dass die Sunday pages unabhängig von dem Handlungsbogen funktionieren mussten, da es einerseits einen Leserstamm ausschließlich für die Sonntagszeitungen gab, der die vorhergehenden Geschichten nicht kannte und außerdem die Sonntagsstrips zum Teil separat vertrieben wurden.
Aufgrund der wirtschaftlichen Zwänge beim Druck der Strips gab es während des Zweiten Weltkriegs immer stärkere Einschränkungen der formalen Möglichkeiten. Zudem verloren die Zeitungsstrips wegen der zunehmenden Konkurrenz durch andere Medien an Beliebtheit und Bedeutung. So wurde der Comicstrip seit den 1940er Jahren formal und inhaltlich nur noch wenig verändert. Bedeutende Ausnahmen sind Walt Kellys Pogo, Die Peanuts von Charles M. Schulz oder Bill Wattersons Calvin und Hobbes. Der, wie Pogo, politische Comicstrip Doonesbury wurde 1975 mit dem Pulitzer-Preis ausgezeichnet. Nach einer inhaltlichen Erweiterung hin zu gesellschaftskritischen Themen und formalen Experimenten in den 1960er Jahren bewegten sich die nachfolgenden Künstler innerhalb der bestehenden Konventionen.
Seit Anfang des 20. Jahrhunderts werden Zeitungsstrips auch gesammelt in Heft- oder Buchausgaben veröffentlicht. Bis 1909 erschienen bereits 70 solcher Nachdrucke. Auch heute erscheinen viele aktuelle oder historische Comicstrips nachgedruckt in anderen Formaten.

### Heft- und Buchformate
In den 1930er-Jahren etablierte sich der Vertrieb von Comics in den Vereinigten Staaten in Heftform. 1933 veröffentlichte die Eastern Color Printing Company erstmals ein Comicheft in noch heute gebräuchlicher Form, das aus einem Druckbogen auf 16 Seiten gefalzt und gebunden wurde. Die Seitenzahl beträgt entsprechend in der Regel 32, 48 oder 64. Zunächst wurden die Hefte als Werbegeschenk von Firmen für ihre Kunden verbreitet, gefüllt noch mit Sammlungen von Comicstrips. Bald wurden die Hefte als regelmäßige Publikationen von Verlagen auch direkt vertrieben und mit eigenen Produktionen gefüllt. Die Hefte Detective Comics (1937) und Action Comics (1938) vom Verlag Detective Comics waren die ersten bedeutenden Vertreter, mit dem Start von Action Comics war auch der erste Auftritt von Superman verbunden. Aufgrund des Formates wurden sie in den USA Comic Books genannt und stellen seit Ende der 1940er Jahre die gängige Vertriebsform in vielen Ländern dar.
Nach dem Zweiten Weltkrieg, teilweise schon in den 1930er Jahren, kam das Heftformat nach Europa und fand in Form von Comic-Magazinen wie dem Micky-Maus-Magazin Verbreitung. Das Magazin vereint verschiedene Beiträge unterschiedlicher Autoren und Zeichner, die es häufiger als Fortsetzungen übernimmt, und ergänzt diese unter Umständen um redaktionelle Beiträge. Zu unterscheiden sind Magazine wie das an Jugendliche gerichtete Yps, in dem importierte Reihen wie Lucky Luke und Asterix und Obelix neben deutschen Beiträgen zu finden sind und deren Aufmachung Heftcharakter besitzt, von den an Erwachsene gerichteten Sammlungen wie Schwermetall oder U-Comix. Zu den bedeutendsten Magazinen des Frankobelgischen Comics zählen Spirou (seit 1938), Tintin (1946–1988) und Pilote (1959–1989).
Fix und Foxi von Rolf Kauka, eine der erfolgreichsten Comic-Serien aus deutscher Produktion, erschien ab 1953 als Comic-Magazin. Sie besitzt inzwischen allerdings keine große wirtschaftliche Relevanz mehr. Im Osten Deutschlands wurden die eigenen Comiczeitschriften, zur Unterscheidung von westlichen Comics, als Bilderzeitschriften bzw. Bildergeschichten bezeichnet. Besonders prägte das Mosaik mit seinen lustigen unpolitischen Abenteuergeschichten die dortige Comiclandschaft. Das Mosaik von Hannes Hegen mit Digedags wurde 1955 in Ost-Berlin gegründet. Später wurde die Comiczeitschrift mit den Abrafaxen fortgeführt. Das Mosaik erscheint noch immer als monatliches Heft mit einer Auflage von etwa 100.000 Exemplaren im Jahr 2009, wie sie keine andere Zeitschrift mit deutschen Comics erreicht. Mittlerweile existieren kaum noch erfolgreiche Magazine in Deutschland und Comics werden vornehmlich in Buch- und Albenformaten veröffentlicht.
In Japan erschien 1947 mit Manga Shōnen das erste reine Comic-Magazin, dem bald weitere folgten. Dabei entwickelten sich eigene und insbesondere im Vergleich zum europäischen Magazin deutlich umfangreichere Formate mit bis zu 1000 Seiten. Auf dem Höhepunkt der Verkäufe im Jahr 1996 gab es 265 Magazine und fast 1,6 Mrd. Exemplaren Auflage pro Jahr. Das bedeutendste Magazin, Shōnen Jump, hatte eine Auflage von 6 Mio. pro Woche. Seit Mitte der 1990er Jahre sind die Verkaufszahlen rückläufig.
Neben den Comic-Heften setzten sich auch das Album und das Taschenbuch durch. Comicalben erschienen in Frankreich und Belgien ab den 1930er Jahren. In ihnen werden die in Magazinen veröffentlichten Comics gesammelt und als abgeschlossene Geschichte abgedruckt. Ihr Umfang beträgt, bedingt durch die Verwendung 16-fach bedruckter Bögen, in der Regel 48 oder 64 Seiten. Im Gegensatz zu Heften sind sie wie Bücher gebunden, von diesen heben sie sich durch ihr Format, meist DIN A4 oder größer, ab. Sie sind insbesondere in Europa verbreitet. Seit es weniger Comic-Magazine gibt, erscheinen Comics in Europa meist ohne Vorabdruck direkt als Album. Bekannte in Albenform erschienene Comics sind Tim und Struppi oder Yakari. In den 1950er- und 1960er-Jahren brachte der Walter Lehning Verlag das aus Italien stammende Piccolo-Format nach Deutschland. Die mit 20 Pfennig günstigen Hefte wurden mit den Comics Hansrudi Wäschers erfolgreich verkauft und prägten den damaligen deutschen Comic.

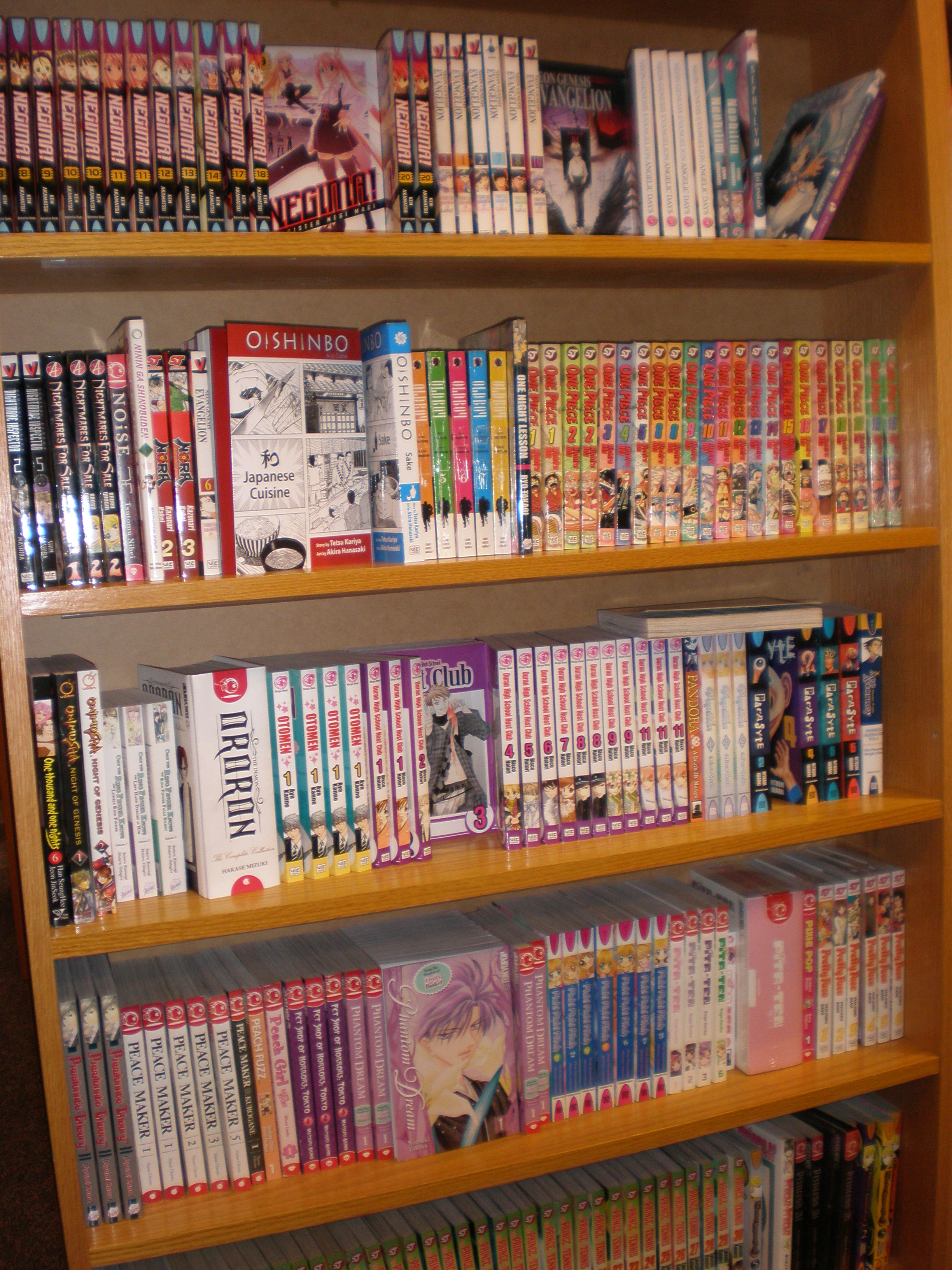
Regal mit Mangas in verschiedenen Buchformaten in einem amerikanischen Buchladen.

Comic-Publikationen in Buchformaten entstanden in den 1960er Jahren und kamen mit den Veröffentlichungen des Verlags Eric Losfeld auch nach Deutschland. Die 1967 gestarteten Lustigen Taschenbücher erscheinen noch heute. Ab den 1970er Jahren wurden bei den Verlagen Ehapa und Condor auch Superhelden im Taschenbuchformat etabliert, darunter Superman und Spider-Man. Dazu kamen in diesem Format humoristische Serien, wie etwa Hägar. In Japan etablierte sich, als Gegenstück zum europäischen Album, das Buch für zusammenfassende Veröffentlichung von Serien. Die entstandenen Tankōbon-Formate setzten sich in den 1990er Jahren auch im Westen für die Veröffentlichung von Mangas durch. Mit Hugo Pratt in Europa sowie Will Eisner in den USA entstanden ab den 1970ern erstmals Geschichten als Graphic Novel, die unabhängig von festen Formaten, in ähnlicher Weise wie Romane veröffentlicht wurden. Der Begriff „Graphic Novel“ selbst wurde aber zunächst nur von Eisner verwendet und setzte sich erst deutlich später durch. Die zunehmende Zahl von Graphic Novels wird üblicherweise in Hard- oder Softcover-Buchausgaben herausgebracht. Auch ursprünglich in Einzelheften erschienene Comicserien, wie From Hell oder Watchmen, werden, in Buchform gesammelt, als Graphic Novels bezeichnet.

## Entstehung von Comics

### Techniken

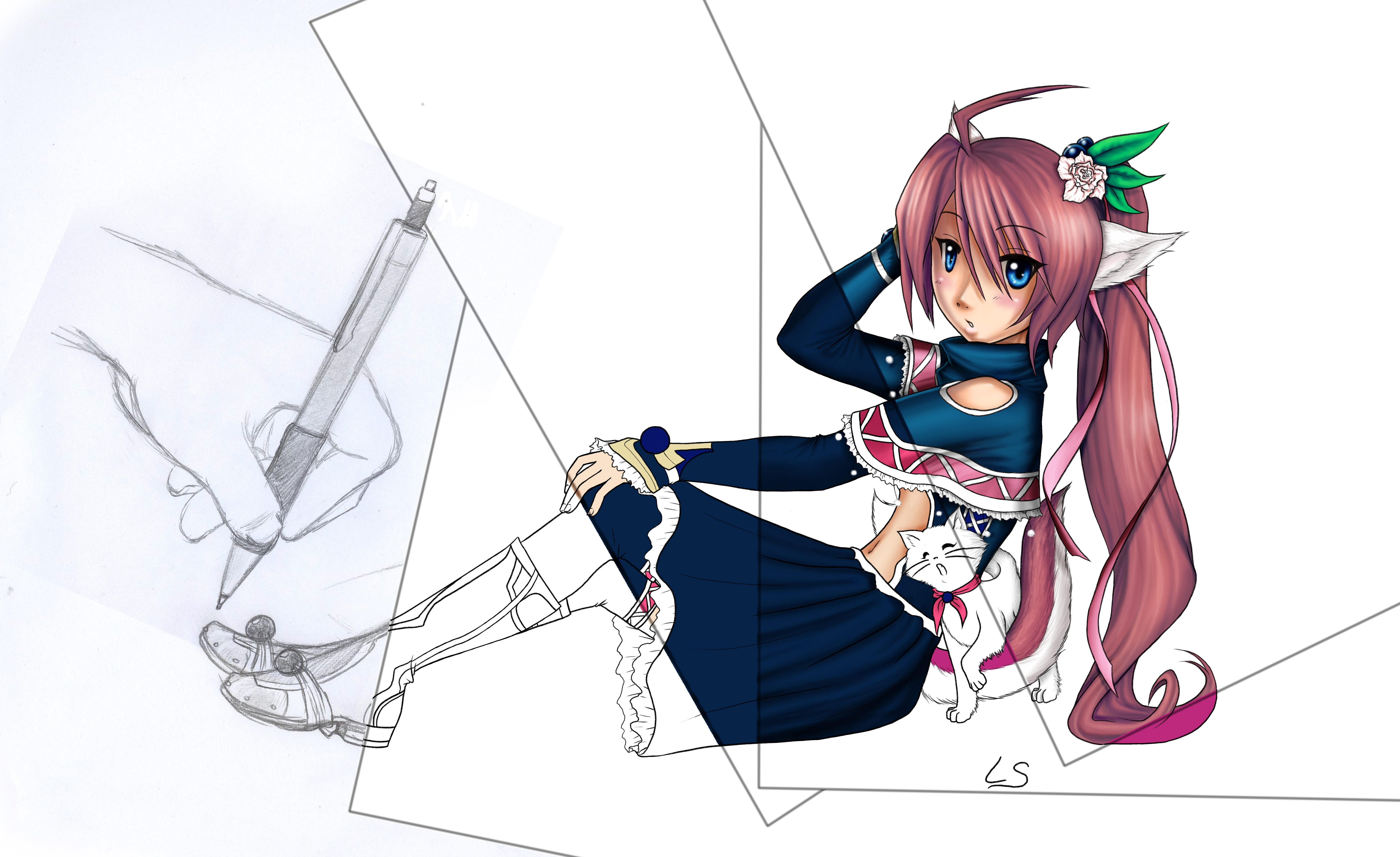
Entstehung eines Bildes im Manga-typischen Stil in mehreren Arbeitsschritten: Bleistiftzeichnung, Tuschen, Kolorieren und Setzen von Farbverläufen und Lichteffekten.

Die meisten Comics wurden und werden mit Techniken der Grafik geschaffen, insbesondere als Zeichnung mit Bleistift oder Tusche. Üblich ist auch, dass zunächst Vorzeichnungen mit Bleistift oder anderen leicht entfernbaren Stiften gezeichnet werden und danach eine Reinzeichnung mit Tusche erfolgt. Als Ergänzung dazu ist teilweise der Einsatz von Rasterfolie oder vorgefertigten, mit Bildmotiven bedruckten Folien verbreitet. Neben der Zeichnung mit Stift und Tusche sind auch alle anderen Techniken der Grafik und Malerei sowie die Fotografie zur Produktion von Comics möglich und finden Anwendung, beispielsweise in Fotoromanen. Bis zum 19. Jahrhundert, in dem sich mit dem modernen Comic auch die heute üblichen Techniken durchsetzten, gab es bereits eine große Bandbreite an künstlerischen Verfahren für Bildgeschichten. So das Malen in Öl und Drucken mit Stichen, Fresken, Stickerei oder aus farbigem Glas gesetzte Fenster. Auch mit Relief und Vollplastik wurden Comics geschaffen. Seit den 1990er Jahren hat die im Ergebnis dem traditionellen Zeichnen optisch oft ähnliche Fertigung mit elektronischen Mitteln wie dem Zeichenbrett größere Verbreitung erfahren. Darüber hinaus entstanden mit dem ausschließlich elektronischen Zeichnen auch neue Stile und Techniken. Eine Sonderform bilden die 3D-Comics.
Bestimmend für die Wahl der Technik war oft, dass die Bilder mit Druckverfahren vervielfältigt werden. Daher dominieren Werke mit Grafiken, die aus festen Linien bestehen. Für farbige Bilder werden in der Regel im Druck Flächenfarben oder Rasterfarben des Vierfarbdrucks ergänzt. Durch die Verbreitung von Scanner und Computer zur Vervielfältigung sowie dem Internet als Verbreitungsweg sind die Möglichkeiten der Zeichner, andere Mittel und Techniken zu nutzen und zu entwickeln, deutlich gewachsen.

### Künstler und Produktionsabläufe

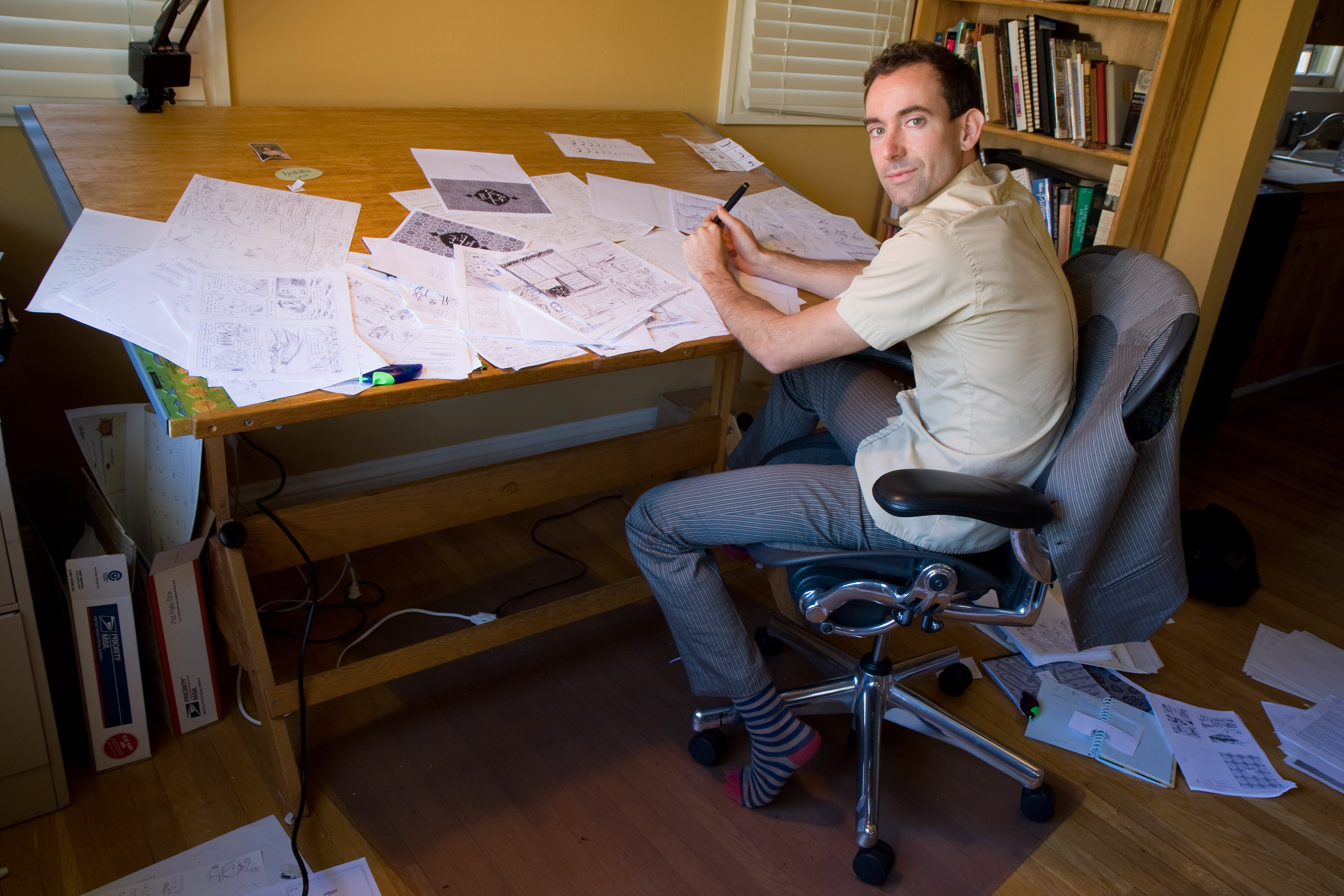
Comiczeichner Craig Thompson („Blankets“) bei der Arbeit

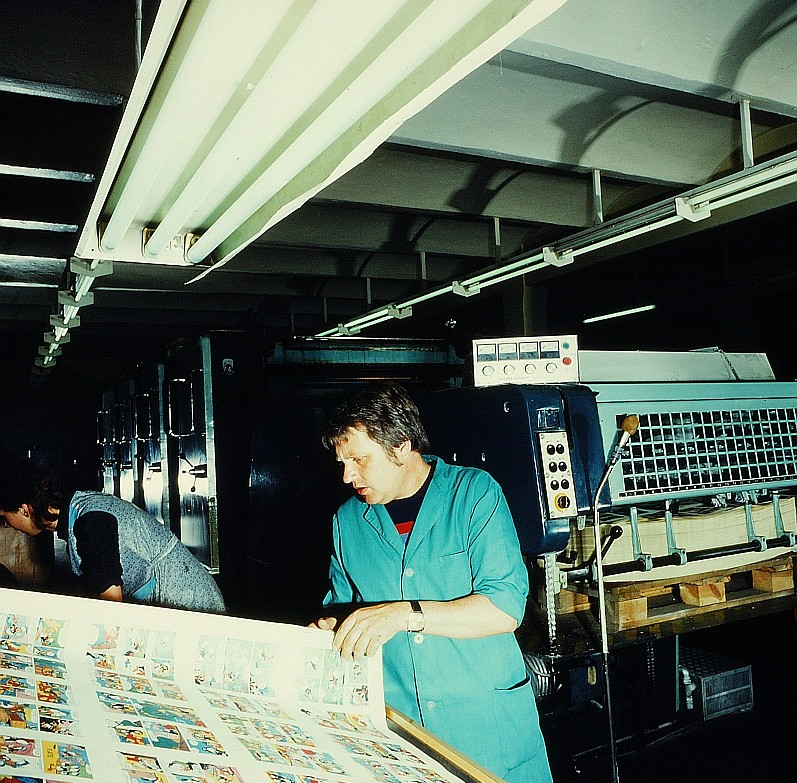
Farbdruck eines Donald-Duck-Comics in Dresden, DDR (1983)

In Amerika und Europa traten in der Comicbranche lange Zeit fast ausschließlich weiße Männer in Erscheinung. Jedoch war in der ersten Hälfte des 20. Jahrhunderts über die meisten Künstler nur wenig bekannt. Angehörige von Minderheiten konnten so Vorurteilen entgehen. Frauen und gesellschaftliche Minderheiten traten erst ab den 1970er Jahren vermehrt als Autoren und Zeichner in Erscheinung. Dies ging häufig einher mit der Gründung von eigenen Organisationen, wie der Wimmen’s Comicx Collective oder dem Verlag Afrocentric in den Vereinigten Staaten.
Bis ins 19. Jahrhundert wurden Comics und Bildergeschichten fast ausschließlich von einzelnen Künstlern allein angefertigt. Durch die Veröffentlichung der Comics in Zeitungen und zuvor bereits in ähnlichen Massenprintmedien waren die Künstler im 19. Jahrhundert immer öfter für einen Verlag tätig. Ihr Produkt war dennoch individuell und Serien wurden eingestellt, wenn der Künstler sie nicht selbst fortsetzte. Mit Beginn des 20. Jahrhunderts kam es häufiger zu Kooperationen von Zeichnern und Autoren, die gemeinsam im Auftrag eines Verlags an einer Serie arbeiteten. Zunehmend wurden Serien auch mit anderen Künstlern fortgesetzt. In großen Verlagen wie Marvel Comics oder unter den Herausgebern der Disney-Comics haben sich so Stilvorgaben durchgesetzt, die ein einheitliches Erscheinungsbild von Serien ermöglichen sollen, auch wenn die Beteiligten ausgewechselt werden. Dennoch gibt es auch in diesem Umfeld Künstler, die mit ihrem Stil auffallen und prägen. Im Gegensatz dazu entwickelten sich auch Comic-Studios, die unabhängiger von Verlagen sind. Teilweise werden diese von einem einzelnen Künstler dominiert oder bestehen schlicht zur Unterstützung des Schaffens eines Künstlers. Eine solche Konstellation findet sich beispielsweise bei Hergé und ist in Japan weit verbreitet. In Anlehnung an den von den Regisseuren der Nouvelle Vague geprägten Begriff des Autorenfilms entstand auch der Begriff des Autorencomic, der im Gegensatz zu den arbeitsteilig entstehenden konventionellen Mainstream-Comics nicht als Auftragsarbeit, sondern als Ausdruck einer persönlichen künstlerischen und literarischen Handschrift, die sich kontinuierlich durch das gesamte Werk eines Autors zieht, entsteht. Je nach Arbeitsweise – allein, im Team oder direkt für einen Verlag – verfügt der einzelne Mitwirkende über mehr oder weniger Spielraum, was sich auch auf die Qualität des Werkes auswirkt.
Sowohl bei Verlagen als auch bei Studios einzelner Künstler ist die Arbeit in der Regel auf mehrere Personen verteilt. So kann das Schreiben des Szenarios, das Anfertigen von Seitenlayouts, das Vorzeichnen der Seiten, das Tuschen von Bleistiftzeichnungen und das Setzen von Text von verschiedenen Personen ausgeführt werden. Auch die Anfertigung von Teilen des Bildes wie Zeichnen von Figuren und Hintergrund, Setzen von Schraffuren und Rasterfolie und das Kolorieren kann auf mehrere Mitwirkende verteilt sein.

### Vertriebswege
Populäre Lithographien, frühe Comics und Bildgeschichten, wurden in Deutschland von Lumpensammlern verkauft, die diese mit sich trugen. Später wurden Comics in Nordamerika und Europa bis in die 1930er Jahre fast ausschließlich über Zeitungen verbreitet. Mit den Comicheften kam in den USA ein Remittendensystem auf, in dem die Comics über Zeitungskioske vertrieben wurde. Nicht verkaufte Exemplare gingen dabei zum Verlag zurück oder wurden auf dessen Kosten vernichtet. Ab den 1960er Jahren konnten sich reine Comicläden etablieren und mit ihnen der „Direct Market“, in dem der Verlag die Bücher direkt an den Laden verkauft. Auch neu entstandene Formate wie das Comicalbum oder Comicbook wurden über diesen Weg an ihren Kunden gebracht.
Durch die Entwicklung des Elektronischen Handels ab den 1990er Jahren nahm der Direktvertrieb vom Verlag oder direkt vom Künstler zum Leser zu, darunter der Vertrieb von digitalen statt gedruckten Comics. Dieser bietet den Vorteil geringerer Produktionskosten, was zusammen mit der für alle Verkäufer großen Reichweite und Marketing über soziale Netzwerke zu größeren Chancen auch für kleinere Anbieter, wie Selbstverleger und Kleinverlage, führt.

### Rechtliche Aspekte
Der Umgang mit den Urheber- und Nutzungsrechten an Comics war in der Geschichte des Mediums immer wieder umstritten. So führte der Erfolg von William Hogarths Bildergeschichten dazu, dass diese von anderen kopiert wurden. Zum Schutz des Urhebers verabschiedete das englische Parlament daher 1734 den Engraver’s Act. Künstler, die ihre Werke selbst und allein schaffen, verfügen über die Rechte an diesen Werken und können über deren Veröffentlichung bestimmen. Im 19. und beginnenden 20. Jahrhundert traten neue Konflikte auf, da zunehmend mehr Menschen an einem einzelnen Comic beteiligt waren, so der Redakteur oder verschiedene Zeichner und Autoren. Dies führte unter anderem dazu, dass die Rechte einer Serie zwischen einem Verlag und dem Künstler aufgeteilt wurden oder dass die Urheber im Vergleich zum Erlös des Verlags nur eine geringe Bezahlung erhielten. Im Laufe des 20. Jahrhunderts etablierten sich Verträge zwischen allen Beteiligten, die zu einer klaren Rechtslage führen.

## Formensprache

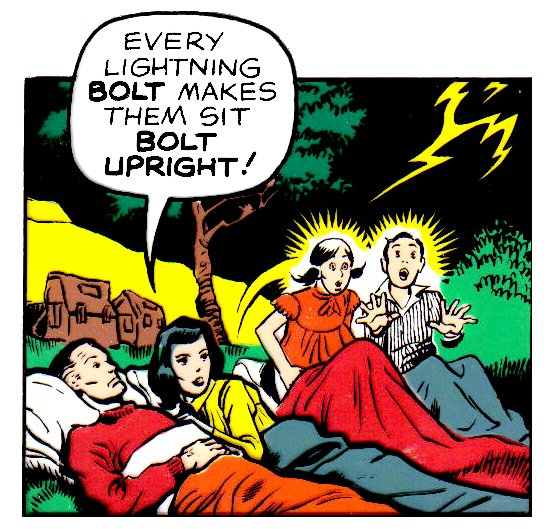
Einzelbild mit Sprechblase als Symbol für Sprache, Speedlines zur Darstellung von Bewegung und von Strahlen umgebene Köpfe zur Verdeutlichung eines Schocks.

Neben vielfältigen Techniken hat sich im Comic eine eigene Formensprache entwickelt, da das Medium besonders auf bildhafte Symbole angewiesen ist. Diese dienen zur Verdeutlichung von Gemütszuständen oder der Sichtbarmachung nicht gegenständlicher Elemente der dargestellten Ereignisse. Dabei finden übertrieben dargestellte, aber tatsächlich auftretende „Symptome“ wie Schweißtropfen oder Tränen, oder gänzlich metaphorische Symbole Verwendung. Besonders verbreitet ist die Sprechblase als symbolische Darstellung der nicht sichtbaren Sprache und zugleich Mittel zur Integration von Text. Zur symbolhaften Darstellung von Bewegung finden vor allem „Speedlines“, die den Weg des Bewegten nachzeichnen, oder eine schemenhafte Darstellung mehrerer Bewegungsphasen Anwendung. Insbesondere beim Einsatz verschiedener Strich-, Linien- und Schraffurformen als expressionistisches Mittel zur Vermittlung von Emotionen hat sich im Comic eine große Bandbreite entwickelt. Sehr ähnlich wie der Strich wird die Schriftart und -größe von Text eingesetzt. Der Einsatz von Farben, wenn überhaupt, wird sehr verschieden gehandhabt. Da die meist eingesetzten flächigen Kolorierungen die Konturen betonen und damit das Bild statisch erscheinen lassen und die Identifizierung des Lesers erschweren können, ist die Farbkomposition auch für das Erzählen der Geschichte und die Wirkung der Figuren von großer Bedeutung.
Neben dem Einsatz der eigentlichen Symbole werden oft auch die handelnden Figuren sowie die dargestellte Szenerie vereinfacht, stilisiert oder überzeichnet dargestellt. Verschiedene Ebenen des Bildes, wie Figuren und Hintergründe, aber auch unterschiedliche Figuren, können dabei verschieden stark abstrahiert werden. Es existiert ein breites Spektrum an inhaltlicher oder formaler Abstraktion, von fotografischen oder fotorealistischen Darstellungen bis zu weitgehend abstrakten Formen oder reinen Bildsymbolen. Gerade die stilisierte, cartoonhafte Darstellung der handelnden Figuren ist bedeutend, da sie der leichten Identifikation des Lesers mit diesen Figuren dient. Durch verschiedene Maße der Stilisierung kann auf diese Weise auch die Identifikation und Sympathie des Lesers beeinflusst werden. So ist es laut Scott McCloud in vielen Stilen, wie der Ligne claire oder Manga, die Kombination von stark stilisierten Figuren und einem eher realistischen Hintergrund üblich, um den Leser „hinter der Maske einer Figur gefahrlos in eine Welt sinnlicher Reize“ eintreten zu lassen. Er nennt dies den „Maskierungseffekt“. Dieser kann auch flexibel eingesetzt werden, sodass die Veränderung der Darstellungsart einer Figur oder eines Gegenstandes auch zu einer anderen Wahrnehmung dieser führt. Die Stilisierung und Übertreibung von Merkmalen der Figuren dient auch ihrer Charakterisierung und Unterscheidbarkeit für den Leser. Durch die Verwendung von physischen Stereotypen werden Erwartungen des Lesers geweckt oder auch bewusst gebrochen.

## Grafisches Erzählen

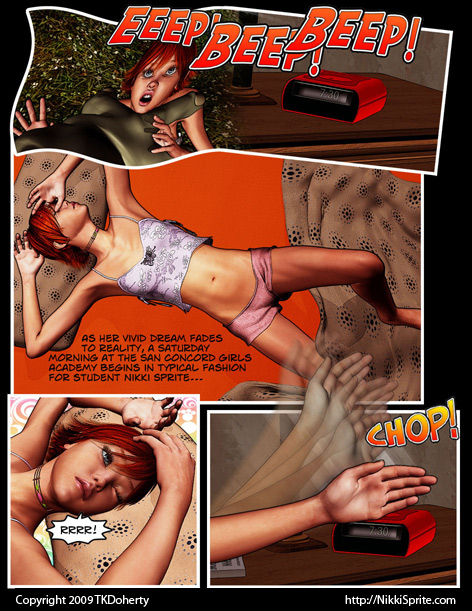
Seite eines Webcomics mit verschiedenen Panelgrößen und -formen. Die besondere Form des ersten Panels betont den Klingelton des Weckers.

Für das Erzählen mit Comics zentral ist die Art, wie die Inhalte der Geschichte in Bilder aufgeteilt werden, welche Ausschnitte und Perspektiven der Autor wählt und wie die Panels angeordnet werden. Die drei Prinzipien der Erzählung im Comic nennt Eckart Sackmann das kontinuierende, integrierende und separierende, und nimmt dabei Bezug auf den Kunsthistoriker Franz Wickhoff. Beim ersten reihen sich die Ereignisse ohne Trennung aneinander (zum Beispiel Trajanssäule). Das integrierende Prinzip vereint die zeitlich versetzten Szenen in einem großen Bild (zum Beispiel Bilderbogen oder Wiener Genesis). Das separierende Prinzip, das im modernen Comic vorherrscht, trennt die Vorgänge in nacheinander folgende Bilder. Aus den inhaltlichen Unterschieden zwischen aufeinanderfolgenden Panels schließt der Leser durch Induktion auf die Geschehnisse, auch ohne dass jeder Moment dargestellt wird. Je nach inhaltlicher Nähe beziehungsweise Ferne der Bilder wird dem Leser verschieden großer Interpretationsspielraum gewährt. Scott McCloud ordnet die Panelübergänge in sechs Kategorien: Von Augenblick zu Augenblick, von Handlung zu Handlung (bei gleich bleibendem betrachteten Gegenstand), von Gegenstand zu Gegenstand, von Szene zu Szene, von Aspekt zu Aspekt und schließlich der Bildwechsel ohne logischen Bezug. Er stellt fest, dass für Erzählungen besonders häufig die Kategorien 2 bis 4 verwendet werden, während die letzte Kategorie für Narration gänzlich ungeeignet ist. Der Umfang, in dem bestimmte Kategorien verwendet werden, unterscheidet sich stark je nach Erzählstil. Ein bedeutender Unterschied besteht zwischen westlichen Comics bis zu den 1990er Jahren und Mangas, in denen die Kategorien 1 und 5 deutlich stärkere Verwendung finden. Dietrich Grünewald definiert dagegen nur zwei Arten von Anordnungen: die „enge“ und die „weite Bildfolge“. Während die erste Aktionen und Prozesse abbilde und seit dem ausgehenden 19. Jahrhundert den Comic vorrangig präge, beschränke sich die zweite auf deutlich weiter auseinanderliegende, ausgewählte Stationen eines Geschehens. Diese miteinander zu verbinden verlange eine aufmerksamere Betrachtung des einzelnen Bildes; bis zum modernen Comic sei dies die vorherrschende Erzählweise gewesen. Die Panelübergänge beeinflussen sowohl die Wahrnehmung von Bewegung und welche Aspekte der Handlung oder des Dargestellten vom Leser besonders wahrgenommen werden, als auch die vom Leser gefühlte Zeit und den Lesefluss.
Für die Wahrnehmung von Zeit und Bewegung ist darüber hinaus das Layout der Seiten von Bedeutung. Bewegung, und mit ihr auch Zeit, wird außerdem durch Symbole dargestellt. Auch die Verwendung von Text, insbesondere der von Figuren gesprochener Sprache, wirkt sich auf den Eindruck von erzählter Zeit aus. Ebenso dient der Einsatz verschiedener Panelformen und -funktionen dem Erzählen. Verbreitet ist die Verwendung von „Establishing Shots“ bzw. eines „Splash Panel“, die in eine Szene bzw. einen neuen Ort der Handlung einführen. Diese sind auch ein Anwendungsfall teilweise oder ganz randloser Panels. Die Auswahl des Bildausschnitts und dargestellten Moments einer Bewegung beeinflusst den Lesefluss insofern, dass die Wahl des „fruchtbaren Moments“, also der geeigneten Pose, die Illusion einer Bewegung und damit die Induktion unterstützt.
Die Integration von Text geschieht im Comic sowohl über Sprechblasen, als auch die Platzierung von Wörtern, insbesondere Onomatopoesien und Inflektive, direkt im Bild oder unter dem Bild. Text und Bild können auf verschiedene Weise zusammen wirken: sich inhaltlich ergänzen oder verstärken, beide den gleichen Inhalt transportieren oder ohne direkten Bezug sein. Ebenso kann ein Bild bloße Illustration des Textes oder dieser nur eine Ergänzung des Bildes sein.
Der Leser des Comics nimmt zum einen das Gesamtbild einer Seite, eines Comicstrips oder eines einzeln präsentierten Panels als Einheit wahr. Es folgt die Betrachtung der einzelnen Panels, der Teilinhalte der Bilder und der Texte, in der Regel geführt durch Seitenlayout und Bildaufbau. Dabei findet sowohl aufeinander folgende als auch simultane, abstrakte und anschauliche Wahrnehmung statt. Die oft symbolischen Darstellungen werden vom Leser interpretiert und in einen, soweit ihm bekannten, Kontext gesetzt und das dargestellte Geschehen und seine Bedeutung daraus aktiv konstruiert. Dietrich Grünewald nennt, auf Grundlage der Arbeit Erwin Panowskys, vier inhaltliche Ebenen der Bildgeschichte. Die erste Ebene, „vorikonografische“ ist die der dargestellten Formen, Grünewald nennt dies auch die „Inszenierung“, also die Auswahl und Anordnung der Formen sowie der Bilder und Panel auf der Seite. Die zweite, „ikonografische“ Ebene umfasst die Bedeutung der Formen als Symbole, Allegorien u. a. Die „ikonologische“ dritte Ebene ist die der eigentlichen Bedeutung und Inhalt des Werks, wie sie sich auch aus dem Kontext ihrer Zeit und des künstlerischen Werks des Schöpfers ergibt. Eine vierte Ebene sieht er in der Bildgeschichte als Spiegel der Zeit, in der sie entstanden ist, und in dem, was sie über ihren Künstler, ihr Genre oder ihren gesellschaftlichen Kontext aussagt.

## Inhaltliche Aspekte
Der Comic als Kunstform und Medium ist an kein Genre gebunden. Dennoch sind bestimmte Genres innerhalb des Comics besonders weit verbreitet oder haben in ihm ihren Ursprung. So entstand durch Serien wie Krazy Kat bereits zu Beginn des 20. Jahrhunderts mit dem „Funny Animal“-Comicstrip ein dem Medium eigenes Genre, das später auch im Trickfilm Verwendung fand. Die seit dieser Zeit entstandenen humorvollen Comics werden allgemein als Funnys bezeichnet. Daneben waren zunächst vor allem Geschichten aus dem Alltag der Leser oder über realistische oder phantastische Reisen verbreitet. Die amerikanischen Abenteuercomics der 1930er Jahre prägten gemeinsam mit dem damaligen Film Kriminal- und Piratengeschichten, Western und Science-Fiction. Zugleich entstand als eine Zwischenform von Funny und Abenteuercomic der Semifunny. Mit dem Superhelden entstand in den USA Ende der 1930er Jahre erneut ein Comic-eigenes Genre, das sich später insbesondere auch in Film und Fernsehen fand. Das kurzzeitig umfangreiche Aufkommen von Comics mit Horror- und besonders gewaltorientierten Krimi-Themen, vor allem publiziert vom Verlag EC Comics, wurde durch den Comics Code zu Beginn der 1950er Jahre beendet.
Im europäischen Comic hat sich neben humoristischen Zeitungsstrips eine Tradition etwas längerer Abenteuergeschichten gebildet, dessen bedeutendste frühe Vertreter Hergé und Jijé sind. In Japan entstand mit der Entwicklung des modernen Mangas eine große Anzahl an Genres, die dem Medium eigen sind und sich später auch im Anime etablierten. Einige bedeutende Genres, wie Shōnen und Shōjo, kategorisieren dabei nicht nach Thema des Werks, sondern nach Zielgruppe, in diesem Falle Jungen und Mädchen. Dabei wurde, in zuvor durch das Medium Comic nicht erreichtem Umfang, auch eine weibliche Leserschaft angesprochen.
Nachdem Comics mit romantischen Geschichten, die sich traditionell an Mädchen richteten, im westlichen Comic fast völlig verschwunden waren, konnten sich weibliche Zeichner und Comics für ein weibliches Publikum ab den 1970er Jahren nur langsam durchsetzen. In der gleichen Zeit wurden Underground Comix mit Zeichnern wie Robert Crumb und Art Spiegelman zum Ausdruck der Gegenkultur in den USA. Wie auch in Japan wurden zunehmend Werke mit politischen und historischen Themen, später auch biografische Werke und Reportagen, veröffentlicht und es entwickelte sich die Graphic Novel bzw. Gekiga als Sammelbegriff für solche Comics.
Bis zum 19. Jahrhundert griffen Comics vor allem den Alltag ihres Publikums komisch oder satirisch auf, vermittelten historische Begebenheiten oder religiöse Themen. Mit dem modernen Comic kamen zu den Werken mit Unterhaltungsfunktion oder politischer Intention auch wissensvermittelnde Sachcomics und Comic-Journalismus.
Ein ebenfalls bedeutendes Genre des Comic ist der erotische Comic. Dabei ist die ganze Breite der erotischen Darstellungen vertreten; von romantisch, verklärten Geschichten über sinnlich anregende Werke bis hin zu pornografischen Inhalten mit den Darstellungen der verschiedensten Sexualpraktiken. Bedeutende Vertreter des Genres sind Eric Stanton, Milo Manara und Erich von Götha, aber auch der deutsche Zeichner Toni Greis.

## Verwandtschaft und Unterschiede zu anderen Medien

### Film

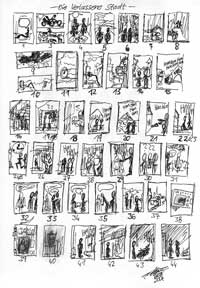
Storyboard für Film

Der Leser eines Comics fügt die Inhalte der einzelnen Panels zu einem Geschehen zusammen. Damit dies möglichst gut gelingt, werden auch Techniken verwendet, wie sie in der Filmkunst ähnlich vorkommen. Die einzelnen Panels zeigen Einstellungsgrößen wie Totale oder Halbnahe, es wird zwischen verschiedenen Perspektiven gewechselt. Fast alle Techniken der Filmkunst haben ihr Pendant im Comic, wobei im Comic durch den variablen Panelrahmen die Veränderung des Ausschnitts noch leichter fällt als im Film. So entspricht dem genannten Establishing Shot in vielen Comics ein „Eröffnungs-Panel“ bzw. ein Splash Panel, das die Szenerie zeigt.
Die enge Verwandtschaft zeigt sich auch in der Erstellung von Storyboards während der Produktionsphase eines Films, die den Verlauf des Films und insbesondere die Kameraeinstellung in einem Comic skizzieren und dem Regisseur und Kameramann als Anregung oder Vorlage dienen. Der textliche Entwurf eines Comics, geschrieben vom Autor, wird „Skript“ genannt und dient dem Zeichner als Grundlage für seine Arbeit. Während die durch die Gutter-Struktur vorgegebenen „Informationslücken“ im (skizzenhaften) Film-Storyboard vernachlässigt und im späteren Produkt durch filmische Mittel geschlossen werden können, erfordern sie von Comic-Autoren eine erhöhte Aufmerksamkeit, damit beim endgültigen Produkt ein flüssiges Leseverstehen seitens der Leserschaft gewährleistet ist.
Im Unterschied zum Film erfordert der Comic jedoch das Ausfüllen der Lücken zwischen den Panels. Denn anders als im Film, wo sowohl eine Änderung der Perspektive durch Kameraschwenk und/oder Zoom als auch Bewegungsabläufe von Personen und Objekten innerhalb einer Einstellung vermittelt werden können, kann dies im Comic innerhalb eines Panels allenfalls durch Bewegungslinien, einander in Bewegungsschemata überlagernde Bilder oder Panel im Panel angedeutet werden. Zwischen den Panels ergibt sich so zwangsläufig eine Informationslücke, die im Allgemeinen größer ist, als die zwischen Einstellung und Einstellung. Der Comic-Leser ist also im Vergleich zum Film-Zuschauer stärker gefordert, durch selbsttätiges Denken – „Induktion“; vgl. Induktion (Film) – einen dynamischen Ablauf aus statischen Bildern zu konstruieren. Auf diese Weise und auch wegen der in der Regel geringeren Zahl an Beteiligten an einem Werk ist die Beziehung zwischen Autor und Konsument im Comic intimer und aktiver als im Film. Ein weiterer Unterschied ist die Lese- bzw. Sehgeschwindigkeit sowie die Reihenfolge, in der die Bilder erfasst werden. Im Film ist dies vorgegeben, der Comicleser dagegen bestimmt diese frei, kann dabei aber vom Künstler geleitet werden. Ähnliches gilt für den Inhalt der Einzelbilder, dessen Wahrnehmung beim Film durch die Tiefenschärfe gelenkt wird und auf eine gleichzeitig laufende Handlung eingeschränkt. Im Comic dagegen sind in der Regel alle Teile des Bildes scharf dargestellt und es gibt die Möglichkeit, zwei parallele Handlungen, zum Beispiel Kommentare von Figuren im Hintergrund, in einem Bild darzustellen.
Die stärkste Verwandtschaft der Medien Film und Comic zeigt sich im Fotocomic, da für diesen die einzelnen Bilder der Comicseite nicht gezeichnet, sondern wie beim Film mit einer Kamera produziert werden.

### Theater
In der Bedeutung von markanten Posen, Symbolen und stilisierten Figuren weist der Comic Gemeinsamkeiten mit dem Theater auf, insbesondere mit dem Papiertheater. In beiden Medien soll der Rezipient die Figuren durch hervorgehobene Eigenschaften, in Gesicht oder dem Kostüm, wiedererkennen um dem Geschehen folgen zu können. Dabei werden durch Stereotypen bekannte Muster und Vorurteile angesprochen, die das Verständnis der Geschichte erleichtern oder erzählerischen Kniffen dienen. Auch die Darstellung des Handlungsortes durch einen einfachen aber prägnanten Hintergrund bzw. ein Bühnenbild ist in beiden Medien wichtig. Einige Techniken des Theaters zur Vermittlung von Raumtiefe und Dreidimensionalität, so die Überlagerung von Figuren aus dem Papiertheater, die Fluchtperspektiven des Theaters der Renaissance oder das Ansteigen des Bühnenbodens nach hinten, wurden vom Comic adaptiert. Während im Theater jedoch, eingeschränkt auch im Papiertheater, Bewegung direkt dargestellt werden kann, ist der Comic auf die Verwendung von Symbolen und die Abbildung von mehreren Bewegungsphasen angewiesen. Ähnlich verhält es sich mit Geräuschen und Sprache. Im Comic fällt es dagegen leichter, parallele Handlungen, Ort- und Zeitsprünge abzubilden.

### Bildende Kunst
Da der Comic sich der Mittel der bildenden Kunst zur Darstellung des Handlungsablaufs bedient, gibt es einige Schnittmengen zwischen beiden Kunstformen. So ist in beiden die Wahl von Bildausschnitt, Perspektive und dargestelltem Moment bzw. Pose bedeutsam. Der richtig gewählte „fruchtbare Moment“ lässt ein Bild lebendiger, überzeugender wirken und unterstützt im Comic den Lesefluss. Methoden zur Darstellung von Bewegung, die Künstler des Futurismus erkundet haben, fanden später Anwendung im Comic.

## Öffentliche Wahrnehmung
In der Anfangszeit des modernen Comic wurde das Medium als Unterhaltung für die ganze Familie verstanden. Auch ernsthafte Künstler wie Lyonel Feininger beschäftigten sich mit dem Comic und Pablo Picasso war begeistert vom Strip Krazy Kat. Erst mit der von den Vertrieben vorgeschriebenen Beschränkung der Strips auf simple Gags und der Etablierung des Fernsehens als vorherrschendes Familienunterhaltungmedium wandelt sich die Wahrnehmung der Comics in den USA.
Zunehmend wurde Comics der Vorwurf gemacht, sie übten auf jugendliche Leser einen verrohenden Einfluss aus, der zu einer oberflächlichen, klischeehaften Wahrnehmung ihrer Umwelt führe. Ein Artikel von Sterling North, in dem erstmals auf die vermeintliche Gefahr durch Comics aufmerksam gemacht wurde, leitete 1940 in den USA landesweit eine erste Kampagne gegen Comics ein. Höhepunkt waren die Bemühungen im Amerika der 1950er Jahre, Horror- und Crime-Comics wie Geschichten aus der Gruft vom Verlag EC Comics zu verbieten. 1954 veröffentlichte der Psychiater Fredric Wertham sein einflussreiches Buch Seduction of the Innocent, in dem er die schädliche Wirkung der Crime- und Horrorcomics auf Kinder und Jugendliche nachzuweisen suchte. Einer Studie von 2012 gemäß sind zahlreiche der Forschungsergebnisse in Werthams Buch durch den Autor bewusst manipuliert oder sogar erfunden worden; in seiner Zeit wurde es jedoch breit rezipiert und wirkte sich nachhaltig auf die Produktion und das Verständnis von Comics aus. Es folgten Senatsanhörungen zum Problem der Comics, was zwar nicht zum generellen Comicverbot, aber zur Einführung des Comics Code führte, einer Selbstzensur der Comicindustrie. Die hier festgelegten Verpflichtungen wie das Verbot, Verbrecher in irgendeiner Weise sympathisch und ihre Handlungen nachvollziehbar erscheinen zu lassen, führten zu einer erzählerischen Verflachung der Comics. Die Wahrnehmung der Comics beschränkte sich danach im englischen Sprachraum lange Zeit auf Genres wie den Superhelden-Comic oder Funny Animal. In Deutschland kam es in den 1950er Jahren zu einer ähnlich gearteten, sogenannten „Schmutz-und-Schund“-Kampagne. In dieser wurden Comics pauschal als Ursache für Unbildung und Verdummung der Jugend, als „Gift“, „süchtig machendes Opium“ und „Volksseuche“ bezeichnet. Auf dem Höhepunkt der Kampagne wurden Comics öffentlichkeitswirksam verbrannt und vergraben. Die Forderungen der Kritiker waren ähnlich wie in den Vereinigten Staaten und gingen bis zu einem generellen Verbot von Comics. Dies wurde jedoch nicht erfüllt, der Bundesgerichtshof forderte eine konkrete Prüfung der einzelnen Darstellung. Die dafür neu gegründete Bundesprüfstelle für jugendgefährdende Schriften indizierte schließlich deutlich weniger Werke, als von den Kritikern gewünscht. Ebenso wie in den USA wurde in Deutschland eine Freiwillige Selbstkontrolle (FSS) gegründet, die Comics auf sittliche Verstöße und Gewalt prüfte und mit einem Prüfsiegel versah. Ähnliche Initiativen und Entwicklungen gab es auch in anderen europäischen Ländern. In der Folge galten Comics, insbesondere in Deutschland, seit den frühen 1950er Jahren als Inbegriff der Schundliteratur. Langfristige Folge war, so urteilt Bernd Dolle-Weinkauff 1990, nicht die Verdrängung der Comics, sondern die Abschreckung von Autoren, Zeichnern und Verlagen mit qualitativem Anspruch, sodass „die Produktion von Schund […] kräftig gefördert“ wurde.
Die Wahrnehmung von Comics wurde im Nachgang der „Schmutz-und-Schund“-Kampagne geteilt – Bilderfolgen von Dürer bis Masereel wurden als Hochkultur anerkannt, ebenso einige Werke des frühen modernen Comics, darunter Wilhelm Busch. Die als Massenmedien verbreiteten Werke des 20. Jahrhunderts wurde als Unterhaltende, minderwertige Kunst gesehen. Seit den 1970er Jahren schwächte sich dies ab, da zum einen Populärkultur allgemein immer weniger pauschal abgewertet wird und Einfluss auf anerkannte Hochkunst nahm, zum anderen haben Werke wie Art Spiegelmans Maus – Die Geschichte eines Überlebenden die öffentliche Sicht auf Comics verändert. Seitdem findet beispielsweise auch in Feuilletons die Rezension von Comics statt. Das Schweizerische Jugendschriftenwerk titelte in der Ausgabe 4/1987 einem Artikel Vom Schund zum Schulmittel von Claudia Scherrer. Mit den Worten „Das Medium Comic ist so salonfähig geworden, daß selbst das Schweizerische Jugendschriftenwerk SJW Bildgeschichten ins Programm aufgenommen hat – dies, obwohl“ [sic] „das SJW zum Schutz der Jugend gegen Schundliteratur gegründet worden war“ empfahl es auch Werke anderer Verlage. Auch in Deutschland und Österreich sind Comics seit den 1970er Jahren unterrichtsrelevant, sowohl als Thema im Deutsch-, Kunst- oder Sozialkundeunterricht als auch als Unterrichtsmittel in anderen Fächern.
Kritik am Inhalt von Comics seit den 1960er Jahren bezieht sich oft auf wiederholende, nur wenig variierte Motive, wie sie insbesondere in den Abenteuer-Genres üblich sind (Western, Science-Fiction, Fantasy). Dem Leser werde eine einfache Welt geboten, in der er sich mit dem Guten identifiziere und mit diesem einen (Teil-)Sieg erringe. Dem wird entgegnet, dass der Reiz für den Leser gerade darin liege, dass er in Geschichten mit solchen Motiven aus seiner komplexen aber erlebnisarmen Alltagswelt ausbrechen könne. Einen vergleichbaren Zugang und Reiz wie die Abenteuer-Genres böten die älteren Märchen. Wiederholende Themen und Strukturen böten einen einfachen Einstieg in die Unterhaltungslektüre. Schließlich bevorzuge der Leser dabei Geschichten, die nicht zu weit von seinen Erwartungen abweichen, was Künstler und Verlage, die eine breite Leserschaft erreichen wollen, zu einer gewissen Konformität zwingt. Dies wirkt aber bei anderen Medien der Popkultur, wie Film und Fernsehen, ähnlich. Dennoch entwickeln sich die Motive bei gesellschaftlichen Änderungen weiter und nehmen an diesen teil. Beispielsweise zeigt sich das an der Entwicklung der Superheldencomics, in denen mit der Zeit auch Themen wie Gleichberechtigung und soziales Engagement Einzug hielten. Inhaltliche Kritik gab es außerdem an Comics, in den 1970er Jahren vor allem Disney-Geschichten, in denen die Vermittlung imperialistischer, kapitalistischer oder anderer Ideologie vermutet wurde. Es gab aber auch widersprechende Interpretationen; so kann die Figur des Dagobert Duck als Verniedlichung des Kapitalismus, aber auch als Satire mit dem Stilmittel Übertreibung gelesen werden. Sowohl bei der Flucht des Lesers aus dem Alltag in eine Fantasiewelt, bei der negative Auswirkungen auf Leben und Wahrnehmung des Lesers unterstellt werden, als auch der Furcht vor Ideologie, hängt die Sicht auf die jeweiligen Comic-Werke vor allem davon ab, welche Fähigkeiten zur Distanzierung und Interpretation dem Leser zugetraut werden. Es gibt auch viele Comics, die oft keine große Bekanntheit erreichen und sich inhaltlich jenseits der kritisierten Motive und Klischees bewegen.
Besonders in den USA kam es immer wieder zu Auseinandersetzungen und Prozessen um Comics, die pornografisch waren oder so angesehen wurden, da Comics als Bücher nur für Kinder wahrgenommen wurden. In Deutschland blieben juristische Maßnahmen wie Beschlagnahmen von Comics die Ausnahme, Gerichte räumten der Kunstfreiheit in der Regel auch bei Comics einen höheren Rang ein als dem Jugendschutz.
In Lexika wurden Comics meist abschätzig beurteilt. So befand noch die Brockhaus Enzyklopädie in ihrer 19. Auflage, Bd. 4 (1987), die meisten der Serien seien als triviale Massenzeichenware zu charakterisieren, als „auf Konsum angelegte Unterhaltung, die von Wiederholungen, von Klischees bestimmt wird und ihren Lesern kurzfristig Ablenkung von ihren Alltagsproblemen bietet“. Daneben gebe es aber auch ein Comic-Angebot, das sich künstlerischer Qualität verpflichtet fühle. In der Grande Encyclopédie Larousse von 1971 dagegen wurden Comics von dem französischen Schriftsteller Francis Lacassin als „neunte Kunst“ vorgestellt. Damit wurden sie salonfähig.

## Comicforschung

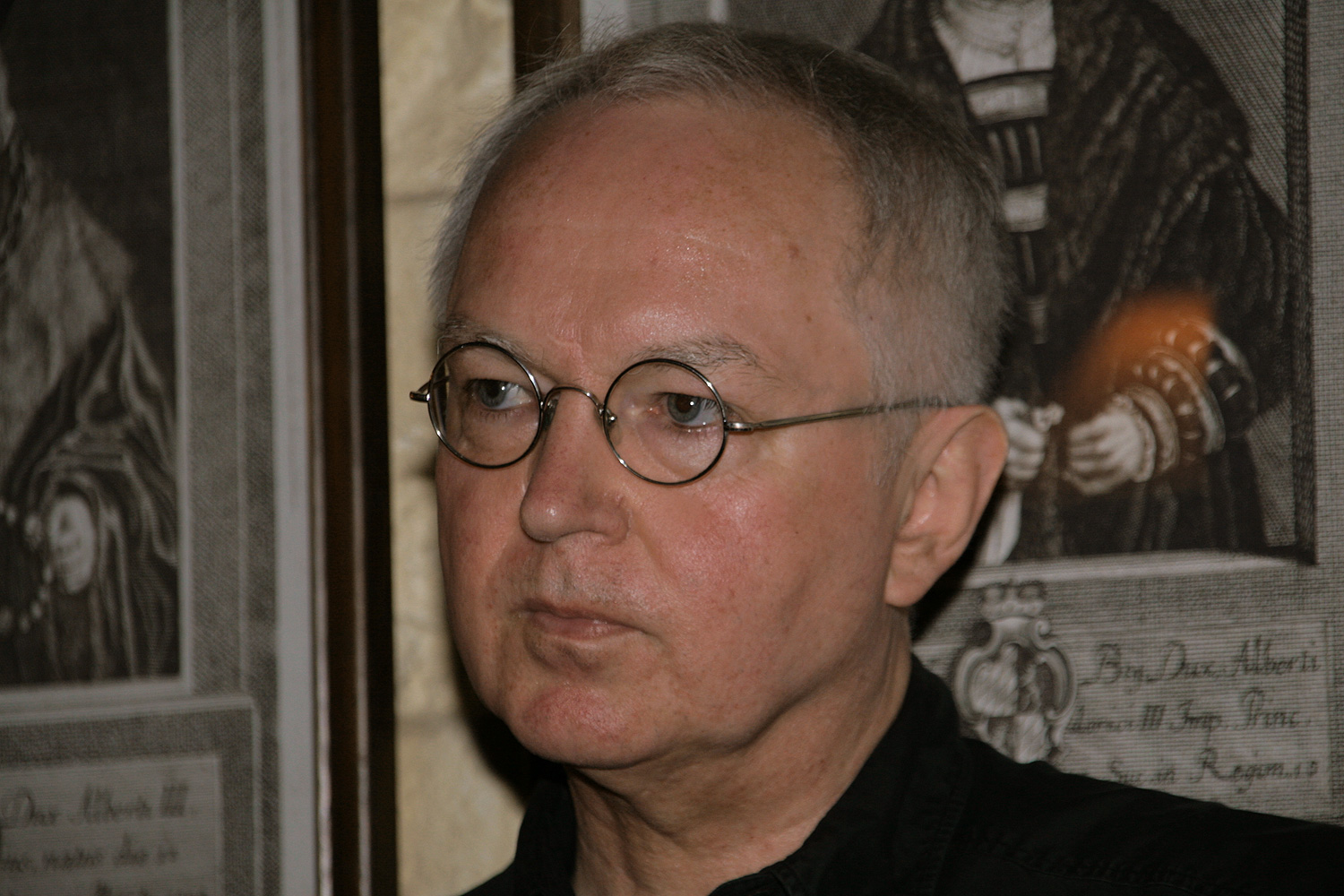
Eckart Sackmann, Herausgeber der Reihe Deutsche Comicforschung

Wissenschaftliche Schriften zu Comics erschienen ab den 1940er Jahren, standen dem Medium jedoch oft einseitig und undifferenziert kritisch gegenüber und setzten sich nicht mit den Funktionsweisen und Aspekten des Comics auseinander. In den USA erschien mit Martin Sheridans Comics and Their Creators 1942 das erste Buch, das sich dem Comic widmete. Es folgten zunächst Beschäftigungen mit der Geschichte der Comics und erste Schriften, die den Umfang an erschienenen Werken systematisch erschließen sollten. Comics wurden in Deutschland zunächst wegen der „Schmutz-und-Schund“-Kampagne der 1950er Jahre nur wenig wissenschaftlich beachtet. In bestimmten Kreisen der Literaturwissenschaft wurde dem Comic der Vorwurf der Sprachverarmung gemacht, was durch den häufigeren Gebrauch von unvollständigen Sätzen und umgangssprachlichen Ausdrücken in Comics gegenüber der Jugendliteratur nachgewiesen werden sollte. Dabei wurde missverstanden, dass der Text in den meisten Comics fast ausschließlich aus Dialogen besteht, und eine eher dem Kino und dem Theater als der Literatur vergleichbare Funktion besitzt. Die Kritik der Sprachverarmung kann auch aus dem Grunde als veraltet und ahistorisch bezeichnet werden, als die Verwendung von Umgangs- und Vulgärsprache in der Literatur schon lange kein Qualitätskriterium mehr darstellt.
Eine ernsthaftere, kulturwissenschaftliche Beschäftigung begann in den 1960er Jahren zunächst in Frankreich, begonnen mit der Gründung des Centre d'Études des Littératures d'Expression Graphique (CELEG) 1962. Der Umfang der Veröffentlichungen nahm zu, neben der Geschichte wurden auch Genres, Gattungen, einzelne Werke und Künstler untersucht. Es erschienen lexikalische Werke über Comics, erste Ausstellungen fanden statt und Museen wurden gegründet. Bald geschah dies auch in anderen europäischen Ländern, Nordamerika und Japan. Mit der Zeit entstanden auch erste Studiengänge zu Comics. Die umfangreichere wissenschaftliche Auseinandersetzung mit Comics begann in den Vereinigten Staaten in den 1970er Jahren und beschränkte sich zunächst auf soziologische Gesichtspunkte. Unter dem Einfluss der 68er-Bewegung wurde der Comic dann zunächst unter dem Aspekt des Massenmediums oder der Massenzeichenware betrachtet und als solche definiert. Soziologisch und medienkritisch orientierte Betrachtungen waren daher zunächst vorherrschend, später kamen auch psychologische dazu, wie die Untersuchung der Auswirkung von Gewaltdarstellungen auf Kinder. Auch nachdem diese stärker eingeschränkte Definition bis spätestens in den 1990er Jahren zugunsten der heutigen verworfen wurde, bleibt die Betrachtung dieser Aspekte ein wichtiger Teil der Comicforschung- und theorie. Untersuchungen des Erzählens mit Comics fand zunächst mit Methoden statt, die für die Textliteratur entstanden und für den Comic angepasst wurden. In Berlin gründete sich mit der Interessengemeinschaft Comic Strip (INCOS) ein erster deutscher Verband zur Förderung der Comicforschung. 1981 folgte ihm der Interessenverband Comic, Cartoon, Illustration und Trickfilm (ICOM), der in seinen Anfangsjahren Veranstaltungen organisierte, darunter 1984 mit dem Comic-Salon Erlangen die bedeutendste deutsche Veranstaltung zu Comics, sowie Comicforschung unterstützt. So enthält das seit 2000 als Nachfolger des verbandseigenen Fachmagazins erscheinende COMIC!-Jahrbuch neben Interviews auch immer wieder Artikel zur Struktur und Entwicklung des Mediums. 2007 gründete sich die Gesellschaft für Comicforschung. Seit den 1970er Jahren erscheinen auch im deutschsprachigen Raum Fachmagazine und Fanzines zu Comics, darunter die Comixene, Comic Forum und RRAAH!. Auch Museen zeigten seitdem Ausstellungen zu Comics und die systematische Erfassung deutscher Werke begann. In der DDR fand dagegen nur wenig wissenschaftliche Beschäftigung mit Comics statt, diese war zudem auf die Abgrenzung von „kapitalistischem Comic“ und „sozialistischer Bildgeschichte“, das heißt die Produktionen der sozialistischen Länder, fokussiert.
Gemeinsam mit der ersten Comicforschung begann in den 1970er Jahren die Diskussion, ob Comics eine eigene Kunstform darstellen. In den 1990er Jahren wurden Comics zunehmend als Kunst anerkannt und es erfolgte die Auseinandersetzung mit den Formen und der Semiotik des Comics, zu der auch Erzähltheorien des Comics entwickelt wurden. Auch empirische Untersuchungen des Leseverhaltens finden seitdem statt, jedoch oft motiviert durch die Verlage und mit Methoden, die in Zweifel gezogen werden. In der universitären Forschung etablierte sich die 1992 gegründete Arbeitsstelle für Graphische Literatur (ArGL) an der Universität Hamburg, darüber hinaus finden sporadisch Symposien und Tagungen statt.